# Liste der Geotope in Unterfranken
Die Liste der Geotope in Unterfranken bindet folgende Listen der Geotope in unterfränkischen Landkreisen und Städten aus dem Artikelnamensraum ein:
- Liste der Geotope in Aschaffenburg
- Liste der Geotope im Landkreis Aschaffenburg
- Liste der Geotope im Landkreis Bad Kissingen
- Liste der Geotope im Landkreis Haßberge
- Liste der Geotope im Landkreis Kitzingen
- Liste der Geotope im Landkreis Main-Spessart
- Liste der Geotope im Landkreis Miltenberg
- Liste der Geotope im Landkreis Rhön-Grabfeld
- Liste der Geotope im Landkreis Schweinfurt
- Liste der Geotope in Schweinfurt
- Liste der Geotope in Würzburg
- Liste der Geotope im Landkreis Würzburg

Die Auswahl entspricht dem Regierungsbezirk Unterfranken. Die Liste enthält die amtlichen Bezeichnungen für Namen und Nummern des Bayerischen Landesamt für Umwelt (LfU) sowie deren geographische Lage. Weitere detaillierte Information zu den Objekten sind in den Listen auf Landkreisebene verfügbar.
Diese Liste ist möglicherweise unvollständig. Im Geotopkataster Bayern sind etwa 3.400 Geotope (Stand Oktober 2018) erfasst. Das LfU sieht einige Geotope nicht für die Veröffentlichung im Internet geeignet. Einige Objekte sind zum Beispiel nicht gefahrlos zugänglich oder dürfen aus anderen Gründen nur eingeschränkt betreten werden. Das Betreten der Geotope erfolgt auf eigene Gefahr und vom LfU wird keinerlei Haftung übernommen.
| Name                                                          | Bild           | Geotop ID | Gemeinde / Lage                        | Geologische Raumeinheit      | Beschreibung | Fläche m² / Ausdehnung m                                                                   | Geologie | Aufschlussart                  | Wert                    | Schutzstatus                                                  | Bemerkung                       |
| ------------------------------------------------------------- | -------------- | --------- | -------------------------------------- | ---------------------------- | --- | ------------------------------------------------------------------------------------------ | --- | ------------------------------ | ----------------------- | ------------------------------------------------------------- | ------------------------------- |
| Steinbruch am Stengerts WNW von Gailbach                      | weitere Bilder | 661A004   | Aschaffenburg Position                 | Vorspessart                  | Der aufgelassene Steinbruch von Quarzdiorit stellt kein typisches Intrusivgestein dar, sondern besitzt eher das Aussehen eines Gneises. Er enthält große Einsprenglinge von Kalifeldspat in schlieriger Verteilung. Der Quarzdiorit wird von Pegmatitgängen durchsetzt, die bis zu 1 cm große Titanit-Kristalle führen. Der Steinbruch wird heute als Schießstand genutzt, darf aber nach vorheriger Anmeldung besucht werden. | 4000 100 × 40                                                                              | Typ: Gesteinsart, Mineralien Art: Diorit                                                                          | Steinbruch                     | wertvoll                | Landschaftsbestandteil, Naturpark                             |                                 |
| Noriswand SE von Aschaffenburg                                | weitere Bilder | 661A005   | Aschaffenburg Position                 | Vorspessart                  | Am Stengerts befindet sich im Wald ein langgestreckter schluchtartiger Steinbruch. Hier wurden bis zum Ende des 19. Jahrhunderts Lamprophyre mit den Varietäten Spessartit und Kersantit abgebaut. Der hier aufgeschlossene Gang von dem feinkörnigen dunkelgrauen, splittrig brechenden Gestein ist mit Moos überwachsen. Als Nebengesteine sind sowohl Gneise der Elterhof-Formation, als auch Diorit aufgeschlossen. | 4000 100 × 40                                                                              | Typ: Gesteinsart, Kontakt Art: Diorit                                                                             | Steinbruch                     | besonders wertvoll      | Landschaftsbestandteil, Naturpark                             |                                 |
| Weißer Steinbruch – Schacht Heinrich SW von Haibach           | weitere Bilder | 661G001   | Aschaffenburg Position                 | Vorspessart                  | Innerhalb der Elterhof-Formation des Kristallinen Vorspessarts kommen zahlreiche kleine Marmorlinsen vor. Zwischen Schweinheim und Gailbach wurde eine dieser Linsen ab circa 1870 bis 1942 zunächst in einem schluchtartigen Steinbruch, später auch untertage abgebaut. Der schluchtartige Bruch und ein Stollenmundloch sind heute noch erhalten. Das Material wurde für die Papierherstellung in Aschaffenburg-Damm verwendet. | 1000 50 × 20                                                                               | Typ: Steinbruch/Grube Art: Marmor                                                                                 | Tagebau                        | wertvoll                | Landschaftsschutzgebiet, Naturpark                            |                                 |
| Bensenbruch S von Dörrmorsbach                                | weitere Bilder | 661G002   | Aschaffenburg Position                 | Vorspessart                  | Von dem ehemaligen Bensenbruch sind zwei Höhlen zurückgeblieben. In der größeren konnten bei einem Bombenangriff 1945, 50 bis 60 Personen Schutz finden. Der Lamprophyrgang wird von der Basalbrekzie (Buntsandstein) im Wechsel mit Schluffsteinen der Bröckelschieferserie begrenzt. | 75 15 × 5                                                                                  | Typ: Stollen, Steinbruch/Grube, Gesteinsart, Kontakt Art: Lamprophyr, Sandstein                                   | Steinbruch                     | wertvoll                | Landschaftsbestandteil, Landschaftsschutzgebiet, Naturpark    |                                 |
| Felsmeer am Grauberg/Stengerts NW von Gailbach                | weitere Bilder | 661R001   | Aschaffenburg Position                 | Vorspessart                  | Am Grauberg befindet sich im Wald ein Blockmeer von wollsackverwitterten Dioritfelsen. Das Felsmeer wird zusammen mit der Noriswand als Landschaftsbestandteil wegen seiner Seltenheit sowie wissenschaftlichen Bedeutung seit 1996 geschützt. | 10000 200 × 50                                                                             | Typ: Blockmeer Art: Diorit                                                                                        | Block                          | wertvoll                | Landschaftsbestandteil, Naturpark                             |                                 |
| Teufelskanzel am Godelsberg E Aschaffenburg                   | weitere Bilder | 661R002   | Aschaffenburg Position                 | Vorspessart                  | An der Nordwestecke des Gipfelplateaus des Godelsberges liegt der Aussichtspunkt Teufelskanzel. Er ist durch den Wanderweg Spessart-Weg 1 erschlossen und von einem Wanderparkplatz aus in geringer Entfernung bequem zu erreichen. Die Kanzel besteht aus einer natürlichen Ansammlung mehrerer großer Blöcke von Goldbacher Orthgneis. Dieser körnig-flaserige Muskovit-Biotit-Gneis ist meist mittel- bis grobkörnig. Oft enthält er auffällige Nester von Glimmer. Weitere Steuungen von Gneisblöcken befinden sich auch am Nordhang des Berges (weitere bei der Goldbacher Kanzel). In geringer Entfernung vom Geotop liegt die Kippenburg. Sie wurde um 1839 aus Bruchsteinen zur Belustigung der Bevölkerung als Ruine erbaut. | 600 30 × 20                                                                                | Typ: Blockmeer Art: Gneis                                                                                         | Felshang/Felskuppe             | wertvoll                | Naturpark                                                     |                                 |
| Goldbacher-Gneis Aufschluss SE von Kleinostheim               |                | 661A002   | Mainaschaff Position                   | Untermain-Ebene              | Der Goldbacher Gneis ist hier nur noch an der Wurzel eines Baumes etwa 2 m breit aufgeschlossen. Der Ort wird heute als Mountainbike-Übungsplatz genutzt und wurde dafür mit Sand zugeschüttet und völlig umgestaltet. | 50 10 × 5                                                                                  | Typ: Gesteinsart Art: Muscovit-Biotit-Gneis                                                                       | Steinbruch                     | bedeutend               | Landschaftsschutzgebiet, Naturpark                            |                                 |
| Olivinnephelinit im Strietwald SE von Kleinostheim            | weitere Bilder | 661A003   | Mainaschaff Position                   | Untermain-Ebene              | Über eine sehr steile Treppe gelangt man vom Kulturweg in die Teschenhöhle. Eine Informationstafel erläutert das anstehende Gestein. Es sind Schlottuffe mit Olivinnephelinbomben. Die Mulde ist sehr stark zugewachsen, so dass die Aufschlusswand nicht zugänglich und kaum sichtbar ist. | 20000 200 × 100                                                                            | Typ: Gesteinsart Art: Nephelinit                                                                                  | Steinbruch                     | bedeutend               | Landschaftsschutzgebiet, Naturpark                            |                                 |
| Phonolithbruch Rückersbacher Schlucht W von Johannesberg      | weitere Bilder | 671A001   | Kleinostheim Position                  | Vorspessart                  | In einem kleinen aufgelassenen Steinbruch sind nur noch in einer schmalen engen Schlucht stark verwitterte Reste von Phonolith anstehend. Der tephritische Phonolith ist stark geklüftet und im westlichen Teil durch gebirgsrandparallele Störungen brekziiert. Dies ist das einzige Phonolithvorkommen Bayerns. | 200 20 × 10                                                                                | Typ: Gesteinsart Art: Phonolith                                                                                   | Steinbruch                     | wertvoll                | Landschaftsschutzgebiet, Naturpark                            |                                 |
| Dolomitbruch am Gräfenberg S von Rottenberg                   | weitere Bilder | 671A002   | Hösbach Position                       | Spessart                     | Anstehend ist hier Zechsteindolomit, der im unteren Bruchbereich dünnbankig, nach oben hin dickbankig bis massig ausgebildet ist. Der angewitterte, bituminöse Dolomit weist im unteren Bereich zahlreiche mit Calcit gefüllte Drusen (rauhwackenähnlich) und Barytgänge auf. Die Steinmergel des höheren Zechsteins sind kaum noch zugänglich, Verkarstungstrichter und Flözberge des Kristallins sind nicht mehr zu beobachten. Der Bruch ist inzwischen nicht mehr öffentlich zugänglich. | 1600 80 × 20                                                                               | Typ: Gesteinsart, Mineralien Art: Dolomitstein, Rauhwacke                                                         | Steinbruch                     | wertvoll                | Naturdenkmal, Landschaftsschutzgebiet, Naturpark              |                                 |
| Straßenaufschluss SW von Wesemichshof                         | weitere Bilder | 671A003   | Kleinkahl Position                     | Spessart                     | An der Straße ist massiger gelblicher Zechsteindolomit aufgeschlossen, der an steilen Störungen zum Teil brekziiert ist. Wurzelbildung und Schwerspatgänge sind oberhalb der Straße gut sichtbar. | 550 25 × 22                                                                                | Typ: Gesteinsart, Mineralien Art: Dolomitstein                                                                    | Böschung                       | wertvoll                | Landschaftsschutzgebiet, Naturpark                            |                                 |
| Ellet-Stein am Kalbsbuckel bei Kleinostheim                   | weitere Bilder | 671A005   | Kleinostheim Position                  | Untermain-Ebene              | Oberhalb der Straße ragt aus den Bäumen anstehender Staurolith-Granat-Plagioklas-Gneis hervor. Ein Kreuz ist auf dem Buckel, sowie eine Gedenktafel für Ketteler am Felsen angebracht. | 80 10 × 8                                                                                  | Typ: Gesteinsart, Mineralien, Felswand/-hang Art: Staurolith-Granat-Plagioklas-Gneis                              | Hanganriss/Felswand            | wertvoll                | Landschaftsschutzgebiet, Naturpark                            |                                 |
| Gneisfelsen NNW von Stockstadt                                | weitere Bilder | 671A006   | Stockstadt am Main Position            | Untermain-Ebene              | Am Dorfplatz von Stockstadt befindet sich eine kleine Felsgruppe von Grundgebirgsgestein, der die Mainschotter durchragt. Es ist ein Gneis aus dem Rotgneis-Komplex, der von einer Marienstatue geschmückt wird. | 32 8 × 4                                                                                   | Typ: Gesteinsart, Härtling Art: Muscovit-Biotit-Gneis                                                             | Steinbruch                     | bedeutend               | kein Schutzgebiet                                             |                                 |
| Felsgruppe Königssitz WNW von Kleinostheim                    | weitere Bilder | 671A007   | Stockstadt am Main Position            | Untermain-Ebene              | Umringt von Autobahnauffahrten befinden sich in einer sehr zugewachsenen Mulde Reste vom ehemaligen Abbau von Goldbacher Gneis. Es sind verwitterte Felsen, die nebeneinander aufgereiht sind. | 450 30 × 15                                                                                | Typ: Gesteinsart Art: Muscovit-Biotit-Gneis                                                                       | Steinbruch                     | bedeutend               | kein Schutzgebiet                                             |                                 |
| Sandsteinaufschluss NW von Schloss Mespelbrunn                | weitere Bilder | 671A008   | Mespelbrunn Position                   | Spessart                     | Auf einem Privatparkplatz ist hier Heigenbrücker Sandstein der Gelnhausenfolge aufgeschlossen. | 1000 100 × 10                                                                              | Typ: Gesteinsart Art: Sandstein                                                                                   | Böschung                       | bedeutend               | Naturpark                                                     |                                 |
| Sandsteinbruch NE von Röderhof                                | weitere Bilder | 671A009   | Schöllkrippener Forst Position         | Spessart                     | Im ehemaligen Sandsteinbruch sind typische Ablagerungsformen und Gesteinsausbildungen des Heigenbrücker Sandsteins (Gelnhausen Folge) aufgeschlossen. Unterhalb der Wegeböschung steht Bröckelschiefer an. Der Aufschluss ist ausgeholzt und sehr gepflegt. | 1000 100 × 10                                                                              | Typ: Schichtfolge Art: Sandstein                                                                                  | Steinbruch                     | bedeutend               | Landschaftsschutzgebiet, Naturpark                            |                                 |
| Felsgruppe am Wildpark N von Haibach                          | weitere Bilder | 671A010   | Haibach Position                       | Vorspessart                  | Oberhalb vom Wildpark von Haibach ragt eine steil stehende Felsgruppe von geklüftetem Biotitgneis heraus, die sich noch weiter in den Wald verfolgen lässt. Der Aufschluss ist gut erhalten und wird von Kindern gerne als Kletterfelsen genutzt. | 48 8 × 6                                                                                   | Typ: Gesteinsart Art: Biotit-Gneis                                                                                | Hanganriss/Felswand            | bedeutend               | Naturdenkmal                                                  |                                 |
| Ehemaliger Sandsteinbruch bei Heigenbrücken                   |                | 671A011   | Heigenbrücken Position                 | Spessart                     | Der Bruch bietet einen Einblick in die Typlokalität des Heigenbrückener Sandsteins. Er liegt NE des Bahnhofs im Neubaugebiet, ist seit langem aufgelassen, aber immer noch in gutem Zustand. | 175 35 × 5                                                                                 | Typ: Typlokalität Art: Sandstein                                                                                  | Steinbruch                     | besonders wertvoll      | Naturpark                                                     |                                 |
| Aufschluss am Lindenberg NE von Laufach                       |                | 671A012   | Laufach Position                       | Vorspessart                  | Der ehemalige Aufschluss von Muskovit-Biotit-Schiefer ist inzwischen aufgefüllt und zugewachsen. Anstehendes Gestein ist nicht mehr sichtbar. Nur noch ein paar Lesesteine sind vorhanden. | 4 2 × 2                                                                                    | Typ: Gesteinsart Art: Muscovit-Biotit-Gneis                                                                       | Böschung                       | bedeutend               | Landschaftsschutzgebiet, Naturpark                            |                                 |
| Steinbruch an der Straße Eichenberg-Sailauf                   |                | 671A013   | Sailauf Position                       | Vorspessart                  | In dem Steinbruch wurde Muskovit-Biotit-Gneis (Haibacher Gneis) innerhalb der Glimmerschiefer-Paragneis-Gruppe abgebaut. | 60 20 × 3                                                                                  | Typ: Gesteinsart Art: Muscovit-Biotit-Gneis                                                                       | Steinbruch                     | wertvoll                | Landschaftsschutzgebiet, Naturpark                            |                                 |
| Steinbruch E von Hörstein                                     | weitere Bilder | 671A014   | Alzenau Position                       | Vorspessart                  | In dem Steinbruch wurde Amphibolit der Hörstein-Huckelheim-Formation abgebaut. Der Bruch ist sehr zugewachsen, die Steinbruchwände kaum erreichbar. | 500 50 × 10                                                                                | Typ: Gesteinsart Art: Amphibolit                                                                                  | Steinbruch                     | bedeutend               | Landschaftsschutzgebiet, Naturpark                            |                                 |
| Steinbruch zwischen Hörstein und Hohl                         | weitere Bilder | 671A015   | Alzenau Position                       | Vorspessart                  | In dem inzwischen sehr zugewachsenen Steinbruch wurde Staurolith-Granat-Plagioklas-Gneis der Mömbris-Formation abgebaut. | 500 50 × 10                                                                                | Typ: Gesteinsart Art: Staurolith-Granat-Plagioklas-Gneis                                                          | Steinbruch                     | bedeutend               | Landschaftsschutzgebiet, Naturpark                            |                                 |
| 1. Quarzitzug NW von Gunzenbach                               | weitere Bilder | 671A016   | Mömbris Position                       | Vorspessart                  | Im sehr zugewachsenen Aufschluss ist roter, plattig bis bankig absondernder Quarzit und Quarzitschiefer mit Zwischenlagen von quarzreichen Glimmerschiefern zu sehen. Der Gesteinsverband zeigt die ursprünglich sedimentär angelegte Wechselschichtung. | 150 30 × 5                                                                                 | Typ: Schichtfolge Art: Quarzit                                                                                    | Steinbruch                     | wertvoll                | Naturpark                                                     |                                 |
| 1. Quarzitzug S von Molkenberg                                | weitere Bilder | 671A017   | Mömbris Position                       | Vorspessart                  | Neben der Straße ist hinter einem Wohnhaus Quarzit bis Quarzitschiefer in einem ehemaligen Steinbruch aufgeschlossen. Er ist an Scherklüften zergliedert und plattig bis bankig absondernd. | 500 100 × 5                                                                                | Typ: Gesteinsart Art: Quarzit                                                                                     | Steinbruch                     | bedeutend               | Naturpark                                                     |                                 |
| Ehemaliger Steinbruch E von Strötzbach                        | weitere Bilder | 671A018   | Mömbris Position                       | Vorspessart                  | Der ehemalige Steinbruch von Granat-Plagioklas-Gneis ist mittlerweile sehr eingewachsen und mit Schutt aufgefüllt, so dass die Grubenwände nicht zugänglich sind. | 200 20 × 10                                                                                | Typ: Gesteinsart Art: Granat-Plagioklas-Gneis                                                                     | Steinbruch                     | bedeutend               | Landschaftsschutzgebiet, Naturpark                            |                                 |
| Steinbruch an der Herrnmühle ESE von Michelbach               | weitere Bilder | 671A019   | Alzenau Position                       | Vorspessart                  | In dem kleinen Steinbruch wurde rötlicher, quarzitischer Glimmerschiefer abgebaut. Heute ist der Aufschluss etwas zugewachsen. | 300 30 × 10                                                                                | Typ: Gesteinsart Art: Glimmerschiefer                                                                             | Steinbruch                     | wertvoll                | Landschaftsschutzgebiet, Naturpark                            |                                 |
| Quarzitblöcke am Hahnenkamm SE von Kälberau                   | weitere Bilder | 671A020   | Alzenau Position                       | Vorspessart                  | Die Quarzitblöcke am Hahnenkamm gehören zum 4. Quarzitzug im Vorspessart (Hahnenkamm-Quarzit). Am Hang verteilt liegen weitere, verwitterte und nicht anstehende Quarzitblöcke. | 2 2 × 1                                                                                    | Typ: Gesteinsart Art: Quarzit                                                                                     | Block                          | wertvoll                | Landschaftsschutzgebiet, Naturpark                            |                                 |
| Grube NW von Oberhemsbach                                     |                | 671A021   | Alzenau Position                       | Vorspessart                  | Der ehemalige Steinbruch von Paragneis ist zugewachsen und mit Boden bedeckt. Anstehendes Gestein ist nicht mehr sichtbar. | 50 10 × 5                                                                                  | Typ: Gesteinsart Art: Gneis                                                                                       | Steinbruch                     | bedeutend               | Landschaftsschutzgebiet, Naturpark                            |                                 |
| Steinbruch S von Erlenbach                                    |                | 671A022   | Hösbach Position                       | Vorspessart                  | In dem verwachsenen Steinbruch wurde Schöllkrippener Gneis aus dem Rotgneis-Komplex abgebaut. | 60 20 × 3                                                                                  | Typ: Gesteinsart Art: Muscovit-Biotit-Gneis                                                                       | Steinbruch                     | wertvoll                | Naturpark                                                     |                                 |
| Keiner-Bruch SE von Oberbessenbach                            |                | 671A024   | Bessenbach Position                    | Spessart                     | Auf dem Kulturweg 2 befindet sich der ehemalige Sandsteinbruch Keiner. Hier wurde rotbrauner bis blassroter, fein- bis mittelkörniger mittel- bis dickbankiger Heigenbrücker Sandstein abgebaut. Der Bruch ist etwas zugewachsen und wird heute von Kletterern benutzt. | 13600 170 × 80                                                                             | Typ: Gesteinsart Art: Sandstein                                                                                   | Steinbruch                     | bedeutend               | Landschaftsschutzgebiet, Naturpark                            |                                 |
| Steinbruch WSW von Brücken                                    |                | 671A027   | Mömbris Position                       | Vorspessart                  | Im Steinbruch bei Hemsbach sind granathaltige Glimmerschiefer bis Quarzitschiefer der Geiselbachformation anstehend. Darin sind bis zu 1 cm starke Lagen aus dichten, glimmerarmen Quarziten eingeschaltet. Der Quarzit enthält Hellglimmer und selten etwas Turmalin. | 90100 530 × 170                                                                            | Typ: Gesteinsart Art: Quarzit                                                                                     | Steinbruch                     | wertvoll                | Naturpark                                                     |                                 |
| Sandsteinbruch am Parkplatz Wodianka SW von Heigenbrücken     | weitere Bilder | 671A030   | Forst Hain im Spessart Position        | Spessart                     | Gegenüber der Wodianka-Hütte befindet sich auf der anderen Straßenseite ein ehemaliger Buntsandsteinbruch. Der rotbraune bis blassrote, mittelkörnige Sandstein gehört zum Heigenbrückener Sandstein. | 7000 140 × 50                                                                              | Typ: Schichtfolge Art: Sandstein                                                                                  | Steinbruch                     | wertvoll                | Landschaftsschutzgebiet, Naturpark                            |                                 |
| Zechstein-Aufschluss am Sportplatz S von Feldkahl             | weitere Bilder | 671A031   | Hösbach Position                       | Vorspessart                  | Am SW-Rand des Golfplatzes am Sportplatz des TSV Feldkahl ist an einer langgezogenen Felswand gebankter Zechsteindolomit aufgeschlossen. Klüfte führen gelegentlich Baryt (teilweise kleine Kristalle). | 2700 270 × 10                                                                              | Typ: Gesteinsart, Schichtfolge, Mineralien Art: Dolomitstein                                                      | Felshang/Felskuppe             | wertvoll                | kein Schutzgebiet                                             |                                 |
| Steinbruch am Wendelberg W von Haibach                        | weitere Bilder | 671A032   | Haibach Position                       | Vorspessart                  | Im ehemaligen Steinbruch wurde Biotit-Gneis abgebaut. Der Wendelberg-Gneis ist ein kleinkörniger Gneis mit einer deutlichen Paralleltextur. Örtlich sind pegmatitische Schlieren zu beobachten, die die Gneissubstanz verdrängten und offenbar jüngeres Alter besitzen. In den Pegmatitgängen wurden sammelwürdige Minerale gefunden, wie Turmalin, Apatit und Ilmenit, selten auch Beryll, großtafelige Muskovite und Biotite. Spessartin wurde erstmals am Wendelberg gefunden. | 20000 200 × 100                                                                            | Typ: Gesteinsart, Mineralien Art: Biotit-Gneis                                                                    | Steinbruch                     | wertvoll                | Naturpark                                                     |                                 |
| Steinbruch und Felsen SW von Rückersbach                      | weitere Bilder | 671A033   | Kleinostheim Position                  | Vorspessart                  | Im alten Steinbruch am Hexenhäuschen ist eine Wechsellagerung von Granat-Plagioklas-Gneis und Glimmerschiefer aufgeschlossen. Oberhalb des Steinbruchs folgt an den Hängen des Rückersbaches der landschaftlich reizvollste Teil der Schlucht: Felsgruppen aus Staurolith-Granat-Plagioklas-Gneis auf etwa 500 m Länge. | 750 30 × 25                                                                                | Typ: Gesteinsart, Felsgruppe Art: Granat-Plagioklas-Gneis, Glimmerschiefer, Staurolith-Granat-Plagioklas-Gneis    | Steinbruch                     | bedeutend               | Landschaftsschutzgebiet, Naturpark                            |                                 |
| Kupferbergwerk Wilhelmine E von Sommerkahl                    | weitere Bilder | 671G001   | Sommerkahl Position                    | Spessart                     | Spektakuläre Tapeten von farbenprächtigen Kupfermineralen, insbesondere dem grünen Malachit und dem blauen Azurit überziehen die Steinbruchwände der Kupfererzgrube Wilhelmine. Die Kupferminerale befinden sich in einem Orthogneis, der vor etwa 335 Millionen Jahren während der variszischen Gebirgsbildung entstanden ist. Hydrothermale Gänge führen als Erze Buntkupferkies (Bornit), silberhaltiges Arsenfahlerz (Tennantit), Kupferkies und Pyrit neben Quarz und Schwerspat als Gangarten. Das Geotop gehört zu Bayerns hundert schönsten Geotopen und wird vor Ort mit einer entsprechenden Infotafel erläutert. | 5000 100 × 50                                                                              | Typ: Stollen Art: Gneis                                                                                           | Steinbruch                     | besonders wertvoll      | Naturpark                                                     | Bayerns schönste Geotope Nr. 23 |
| Kupferschiefergrube Hilfe Gottes NE von Großkahl              |                | 671G002   | Kleinkahl Position                     | Spessart                     | Der Bergbau auf Kupferschiefer ist hier urkundlich seit 1454 belegt und wurde mit Unterbrechungen bis 1835 fortgesetzt. Gewonnen wurden Kupfer, Blei und Silber. Am Hang des Habersberges sind die kreisrunde Pinge des früheren Förderschachts und Halden als Bergbauzeugen erhalten. Auf den Halden ist Kupferschiefer mit Spuren von Blei- und Kupfermineralien zu finden. Die früheren Mundlöcher des Alten Kahler Stollens und des Maximiliansstollens sollen noch anhand von austretenden Grubenwässern zu lokalisieren sein. Das Areal ist als Bodendenkmal ausgewiesen (Abb. 3, hellrote Fläche, Denkmal-Nr. D-6-5821-0026). Ein Teil des früheren Bergbaugeländes ist leider von einer Erdaushubdeponie überschüttet. | 0 keine Angabe                                                                             | Typ: Halde, Pinge/nfeld Art: Tonstein, Buntmetallerz                                                              | Pinge                          | wertvoll                | Bodendenkmal, Landschaftsschutzgebiet, Naturpark              |                                 |
| Kupferschiefer-Bergbau am Rothen Rain NE von Sailauf          | weitere Bilder | 671G003   | Sailaufer Forst Position               | Vorspessart                  | Der mittelalterliche Duckelbergbau auf Kupferschiefer hat hier eine große Anzahl von Pingen hinterlassen. Beim Duckelbergbau wurde ein Schacht bis in den Kupferschiefer abgeteuft und dieser abgebaut. Anschließend wurde der Kupferschiefer seitlich abgegraben. Ehe Stützmaßnahmen erforderlich wurden, wurde stattdessen in einiger Entfernung ein neuer Schacht abgeteuft. Gewonnen wurden Kupfer und Blei. Die Schachtpingen sind noch bis 3 m tief, die Halden haben Durchmesser bis 30 m. Das Gelände ist Bodendenkmal (Denkmal-Nr. D-6-5921-0048). | 357500 650 × 550                                                                           | Typ: Pinge/nfeld, Schacht Art: Tonstein                                                                           | Pinge                          | wertvoll                | Bodendenkmal, Landschaftsschutzgebiet, Naturpark              |                                 |
| Düne im Kühbruch E von Kahl a. M.                             | weitere Bilder | 671R001   | Alzenau Position                       | Untermain-Ebene              | Die Sanddüne im Kühbruch bildet zusammen mit der anschließenden Düne in der Sauweide das zum Naturschutzgebiet Alzenauer Sande gehörende Teilgebiet Neufeld. An dem schmalen, unregelmäßig geformten Dünenzug lässt sich der flache Luvhang gegen Westen und steilere Leehang im Osten gut nachvollziehen. Kräftige Westwinde nahmen in den Kaltzeiten feinen Sand aus den Schottern von Main und Kahl auf und lagerten ihn andernorts in Form von Flugsanddecken und Dünen wieder ab. | 6000 200 × 30                                                                              | Typ: Düne Art: Sand                                                                                               | kein Aufschluss                | wertvoll                | Naturschutzgebiet, Landschaftsschutzgebiet, FFH-Gebiet        |                                 |
| Düne in der Sauweide E von Kahl a. M.                         | weitere Bilder | 671R002   | Alzenau Position                       | Untermain-Ebene              | Die Sanddüne in der Sauweide bildet zusammen mit der anschließenden Düne im Kühbruch das zum Naturschutzgebiet Alzenauer Sande gehörende Teilgebiet Neufeld. Zu sehen ist ein schmaler, unregelmäßig geformter Dünenzug. Kräftige Westwinde nahmen in den Kaltzeiten feinen Sand aus den Schottern von Main und Kahl auf und lagerten ihn andernorts in Form von Flugsanddecken und Dünen wieder ab. | 14400 180 × 80                                                                             | Typ: Düne Art: Sand                                                                                               | kein Aufschluss                | bedeutend               | Naturschutzgebiet, Landschaftsschutzgebiet, FFH-Gebiet        |                                 |
| Beutelstein SW von Oberbessenbach                             |                | 671R003   | Bessenbach Position                    | Vorspessart                  | Im Wald sind über den ganzen Hang Blöcke von wollsackverwittertem Diorit verteilt. Als der markanteste und größte dieser Dioritfelsen ragt der Beutelstein aus dem Blockstrommeer heraus. | 1000 40 × 25                                                                               | Typ: Felswand/-hang, Gesteinsart Art: Diorit                                                                      | Hanganriss/Felswand            | wertvoll                | Naturdenkmal, Landschaftsschutzgebiet, Naturpark              |                                 |
| Quarzporphyrbruch NE von Sailauf                              | weitere Bilder | 671A004   | Sailauf Position                       | Spessart                     | Nördlich von Sailauf wurde im Steinbruch Hartkoppe Rhyolith abgebaut. Es ist ein feinkörniges, dichtes Gestein von rötlicher bis rötlichgrauer Farbe und besitzt ein feinporphyrisches Gefüge. Der Rhyolithkörper steckt zylindrisch im umgebenden Gneis des Rotgneis-Komplexes und wird von Sedimenten des Zechsteins bedeckt. Größere Spalten, die sich meist fast senkrecht durch das Gestein verfolgen lassen, wurden später v. a. mit Eisen- und Mangan- sowie Arsenmineralien ausgefüllt. Der Steinbruch ist die Typlokalität der Minerale Sailaufit und Okruschit. Der Abbau wurde Ende 2017 eingestellt. Auf der 1. Sohle des Steinbruchs ist eine Infotafel angebracht, auf der man sich über den Steinbruch und seine Minerale informieren und in den Steinbruch blicken kann. Diese Tafel ist in den etwa 10 km langen Kulturrundweg Bleckmaul & Sailaufit eingebunden, der in Sailauf an der St.-Vitus-Kirche beginnt. | 60000 300 × 200                                                                            | Typ: Gesteinsart, Mineralien, Typlokalität 4 Kontakt Art: Rhyolith, Dolomitstein, Tonstein                        | Steinbruch                     | wertvoll                | Naturpark                                                     |                                 |
| Aufgel. Quarzitbrüche NNE von Geiselbach                      |                | 671A034   | Geiselbach Position                    | Vorspessart                  | Am Kreuzberg nordnordöstlich von Geiselbach befinden sich mehrere aufgelassene Steinbrüche. Die hier gewonnenen Gesteine gehören dem 4. Quarzitzug der Geiselbach-Formation an. Von diesem Gestein existieren nur noch sehr wenige gute Aufschlüsse. Aufgrund paläontologischer Befunde von Pteridophyten (Gefäßsporenpflanzen) und Sporen können der Quarzit und die weiter auftretenden Gesteine (teilweise Granat führender Glimmerschiefer und Quarzit-Glimmerschiefer) in den Grenzbereich Silur-Devon gestellt werden. Es handelt sich um mehrere meist sehr kleine (ca. fünf mal fünf Meter) Abbaustellen sowie einen größeren (ca. 40 mal 50 Meter) Steinbruch. In einem der Brüche wurde das Baumaterial für die Kirche St. Magdalena in Geiselbach abgebaut. Das ausgedehnte Abbaugelände erstreckt sich am Südhang des Kreuzbergs über eine Fläche von rund 300 mal 150 Meter. Es liegt in einem Hochwald und ist über einen nicht markierten Wanderweg gut zugänglich. Aufschlüsse bestehen nur noch an wenigen Stellen, jedoch sind überall ausreichend Halden- und Lesefunde möglich.                    | 2000 50 × 40                                                                               | Typ: Gesteinsart Art: Quarzit                                                                                     | Steinbruch                     | wertvoll                | Landschaftsschutzgebiet, Naturpark                            |                                 |
| Ehemaliger Basaltbruch Sodenberg SW von Diebach               | weitere Bilder | 672A001   | Hammelburg Position                    | Westliche Fränkische Platten | Am Sodenberg wurde eine Schlotfüllung tiefreichend abgebaut. Anstehend ist ein säulig absondernder Basalt mit einem Mantel aus tuffiger Schlotbrekzie. Die zahlreichen umfangreichen Abraumhalden bezeugen ein ungünstiges (d. h. hohes) Abraum-/Nutzbares Gestein-Verhältnis. Unklar ist die Förderung von der sehr tief liegenden Grubensohle, da keine Ein-/Ausfahrt existiert. Der Abbau hatte sich zu einem engen Loch mit steilen, nicht mehr stabilen Böschungen entwickelt. | 21600 180 × 120                                                                            | Typ: Gesteinsart, Steinbruch/Grube Art: Basalt                                                                    | Steinbruch                     | wertvoll                | Naturschutzgebiet, FFH-Gebiet                                 |                                 |
| Ehem. Basaltbruch Knürzchen NE von Schildeck                  |                | 672A003   | Schondra Position                      | Rhön                         | Der kleine Steinbruch liegt in einem Basaltschlot. Die kleinsäulige Absonderung führt zu eckigem bis abgerundetem Blockwerk, das schalig-kugelig verwittert. Randlich ist eine Schlotbrekzie aufgeschlossen, ehemals auch Bereiche mit Nebengesteinsbrekzie. | 225 15 × 15                                                                                | Typ: Gesteinsart Art: Basalt                                                                                      | Steinbruch                     | wertvoll                | Landschaftsschutzgebiet, Naturpark                            |                                 |
| Ehem. Steinbruch Rudelberg E von Schondra                     |                | 672A004   | Schondra Position                      | Rhön                         | Im aufgelassenen Steinbruch stehen Schichten des untersten Unteren Muschelkalks an. Typisch für diesen Abschnitt ist der hohe Anteil mergeliger Partien sowie Konglomerat-Bänke und Bänkchen mit Seelilien-Stielgliedern. Der Grenzkalk (die Grenzbank zum liegenden Oberen Buntsandstein) ist zwei Mal im Weg unterhalb des Steinbruchs anstehend anzutreffen. | 800 100 × 8                                                                                | Typ: Schichtfolge Art: Kalkstein                                                                                  | Steinbruch                     | bedeutend               | Landschaftsschutzgebiet, FFH-Gebiet, Naturpark                |                                 |
| Ehem. Tongrube SE von Untereschenbach                         |                | 672A005   | Hammelburg Position                    | Westliche Fränkische Platten | Die aufgelassene Tongrube erschließt die oberen Partien (ca. 5 m) der Unteren Röttonsteine im unteren Teil der Grubenwand (rotbraune Tonschluffsteine mit graugrünlichen Reduktionshorizonten) sowie vorzüglich erhaltenen weißgrauen Rötquarzit (am Top) von 2,5 – 3,0 m Mächtigkeit mit Schichtbleichung unter seiner Basis. Ein besonderes Geotop aufgrund der Seltenheit von Aufschlüssen in Rötquarzit. | 4000 100 × 40                                                                              | Typ: Schichtfolge Art: Tonstein, Sandstein                                                                        | Lehmgrube/Tongrube/Mergelgrube | wertvoll                | kein Schutzgebiet                                             |                                 |
| Ehem. Steinbruch Ofenthaler Berg bei Hammelburg               |                | 672A006   | Hammelburg Position                    | Westliche Fränkische Platten | Der aufgelassene Steinbruch gliedert sich in einen unteren und oberen Bereich. Im unteren Bereich stehen von den Myophorienschichten des obersten oberen Buntsandsteins das rote Zwischenmittel und der Hangendteil der Myophorienschichten an, gefolgt von den Basalschichten des Unteren Muschelkalks. Der obere Bereich erschließt in einer Abbauwand die Schichten bis unterhalb der Terebratelbänke. Die Oolithbank ist im oberen Drittel sichtbar. | 36000 300 × 120                                                                            | Typ: Standard-/Referenzprofil, Störung Art: Kalkstein, Tonstein                                                   | Steinbruch                     | wertvoll                | Landschaftsschutzgebiet, Naturpark                            |                                 |
| Ehem. Steinbruch SE von Stralsbach                            |                | 672A007   | Burkardroth Position                   | Rhön                         | In zwei Steinbrüchen bei Stralsbach steht stark schräg gestellter Unterer Muschelkalk in großer Mächtigkeit in einem grabenartigen Störungssystem an. Er ist hier auf das Niveau des oberen Buntsandsteins abgesenkt. Aufgrund seiner höheren Verwitterungsbeständigkeit bildet der Buntsandstein ein morphologisches Hochgebiet (Reliefumkehr). | 120 20 × 6                                                                                 | Typ: Störung, Gesteinsart Art: Kalkstein                                                                          | Steinbruch                     | wertvoll                | Landschaftsschutzgebiet, Naturpark                            |                                 |
| Ehem. Steinbruch Kehlmetze E von Nüdlingen                    |                | 672A008   | Nüdlingen Position                     | Nördliche Fränkische Platten | In dem ehemaligen kleinen Steinbruch ist Wellenkalk mit der Oolithbank Beta 2 aufgeschlossen. Die Bank ist oolithisch-feinkonglomeratisch mit charakteristisch welliger Oberfläche. Bester Aufschluss dieser Bank in der ganzen Region und gut zugänglich. | 8000 200 × 40                                                                              | Typ: Schichtfolge, Tierische Fossilien, Gesteinsart Art: Kalkstein                                                | Steinbruch                     | wertvoll                | kein Schutzgebiet                                             |                                 |
| Ehem. Steinbruch Höret SE von Arnshausen                      |                | 672A009   | Bad Kissingen Position                 | Westliche Fränkische Platten | Im Steinbruch Höret ist verfalteter Wellenkalk der Schaumkalk-Region aufgeschlossen. Im Westen gehen die verfalteten Schichten in unverformten Wellenkalk über. Im Osten werden die Falten durch eine Störung begrenzt, die den Unteren Muschelkalk gegen Oberen Muschelkalk mit einer Sprunghöhe von ca. 100–130 m versetzt. Inzwischen ist nur noch ein sehr kleiner verfalteter Bereich am Bruch-Eingang erkennbar. Beeindruckend sind nach wie vor die freigelegten schrägen Schichtflächen. | 3600 60 × 60                                                                               | Typ: Falte/Mulde/Sattel, Störung, Gesteinsart Art: Kalkstein                                                      | Steinbruch                     | bedeutend               | Landschaftsschutzgebiet                                       |                                 |
| Ehem. Steinbruch an der Platzer Kuppe NE von Geroda           |                | 672A011   | Geroda Position                        | Rhön                         | In einem kleinen Abbau auf der NW-Seite der Platzer Kuppe wurde Unterer Muschelkalk (Wellenkalk) abgebaut, und zwar Unterer Muschelkalk 1 mit einer Konglomeratbank und (oben) einer markanten Oolithbank. Das Profil schließt stratigraphisch an das Profil Schondra nach oben an. | 900 30 × 30                                                                                | Typ: Gesteinsart Art: Kalkstein                                                                                   | Steinbruch                     | bedeutend               | Naturschutzgebiet, Landschaftsschutzgebiet, FFH-Gebiet        |                                 |
| Ehem. Basaltbruch Bellevue SE von Wildflecken                 | weitere Bilder | 672A012   | Wildflecken Position                   | Rhön                         | Der aufgelassene Steinbruch zeigt auf verschiedenen Abbaussohlen schön ausgebildete Basaltsäulen. | 54000 180 × 300                                                                            | Typ: Gesteinsart, Basaltsäulen Art: Basalt                                                                        | Steinbruch                     | bedeutend               | Landschaftsschutzgebiet, FFH-Gebiet, Vogelschutzgebiet        |                                 |
| Ehem. Basaltbrüche am Hegkopf S von Schönderling              |                | 672A013   | Geiersnest-Ost Position                | Rhön                         | Der ehemalige Hauptsteinbruch auf Basalt ist komplett zugewachsen und durch die Bildung eines Sees als Biotop anzusprechen. Eine kleine flache Grube südwestlich des ehemaligen Hauptsteinbruchs zeigt neben Abraum und Überwachsung noch Basalt mit zahlreichen herausgewitterten Olivin-Knollen. | 3600 60 × 60                                                                               | Typ: Gesteinsart Art: Basalt                                                                                      | Steinbruch                     | bedeutend               | Naturpark                                                     |                                 |
| Basaltsee am Farnsberg (Tintenfass) ESE von Riedenberg        | weitere Bilder | 672A014   | Riedenberg Position                    | Rhön                         | In einem kraterförmigen ehemaligen Basaltabbau hat sich ein See gebildet. Am Westrand des Sees stehen noch alte Werksanlagen. Ein Naturfreundehaus erschließt den geologisch und ökologisch interessanten Steinbruch für Freizeitzwecke. Der Steinbruch zeigt Basalte in überwiegend säuliger Ausbildung. Lokalität des ehem. Steinbruchs Spitzer Steinküppel. | 40000 200 × 200                                                                            | Typ: Basaltsäulen, Steinbruch/Grube, Gesteinsart Art: Basalt                                                      | Steinbruch                     | wertvoll                | Naturschutzgebiet                                             |                                 |
| Vulkankrater am Gebirgsstein ESE von Oberbach                 | weitere Bilder | 672A017   | Wildflecken Position                   | Rhön                         | Aufgelassener Basaltsteinbruch, an dessen Wänden ringsum immer wieder der Kontakt von schwarzen Basaltsäulen zu roter Schlacke aufgeschlossen ist. Diese Grenzfläche fällt zum Bruchzentrum hin ein. Offensichtlich hat hier Lava eine Senke in den Schlacken aufgefüllt. Möglicherweise sind die Basaltsäulen, die hier abgebaut wurden als Füllung eines Lavasees innerhalb des Kraters eines kleinen Schlackenkegel entstanden. | 16000 200 × 80                                                                             | Typ: Kontakt, Magmatisches Gefüge, Basaltsäulen, Gesteinsart Art: Basalt, Tuff/Tuffit                             | Steinbruch                     | besonders wertvoll      | Naturschutzgebiet, Landschaftsschutzgebiet, FFH-Gebiet        | Bayerns schönste Geotope Nr. 84 |
| Chirotherien-Sandstein NE von Euerdorf                        |                | 672A018   | Euerdorf Position                      | Rhön                         | Am Saalrangen nordöstlich von Euerdorf wurden Trittsiegel von Dinosaurier-Vorläufern freigelegt, die dem Thüringischen Chirotheriensandstein zuzuordnen sind. Der Weg durch die Zeit von Bad Kissingen zum Museum Terra Triassica in Euerdorf führt am Geotop vorbei. | 400 20 × 20                                                                                | Typ: Spurenfossilien, Schichtfolge, Gesteinsart Art: Sandstein                                                    | sonstiger Aufschluss           | besonders wertvoll      | Landschaftsschutzgebiet, Naturpark                            | Bayerns schönste Geotope Nr. 98 |
| Aufgel. Muschelkalkbruch NE von Rannungen                     |                | 672A020   | Rannungen Position                     | Nördliche Fränkische Platten | Der gut zugängliche aufgelassene Steinbruch erschließt Unteren Muschelkalk (meist Wellenkalk), der gelegentlich Fossilien, sowohl Spuren von Bioturbation als auch Fauna, enthält. | 500 50 × 10                                                                                | Typ: Gesteinsart, Schichtfolge, Spurenfossilien, Tierische Fossilien Art: Sandstein                               | Steinbruch                     | bedeutend               | kein Schutzgebiet                                             |                                 |
| Aufgel. Muschelkalkbruch SE von Ramsthal                      | weitere Bilder | 672A021   | Ramsthal Position                      | Westliche Fränkische Platten | Im aufgelassenen Steinbruch sind Muschelpflaster und eine Schaumkalkbank mit stromatolithischem Charakter aufgeschlossen. Es bestehen Fundmöglichkeiten für Fossilien. | 600 30 × 20                                                                                | Typ: Gesteinsart, Schichtfolge, Spurenfossilien, Tierische Fossilien Art: Kalkstein                               | Steinbruch                     | wertvoll                | Landschaftsbestandteil                                        |                                 |
| Aufgel. Steinbruch NE von Arnshausen                          |                | 672A022   | Bad Kissingen Position                 | Rhön                         | In dem aufgelassenen Steinbruch wurde Felssandstein gewonnen. Oberhalb des Felssandsteins sind Karneol-Dolomit-Schichten und Thüringischer Chirotheriensandstein aufgeschlossen. Die violettbraune Färbung im oberen Abschnitt der Karneol-Dolomit-Schichten wird als Bodenbildung (Violett-Horizont) gedeutet. Gelegentlich sind Tonschluffstein-Lagen zwischengeschaltet. | 0 keine Angabe                                                                             | Typ: Schichtfolge, Fossiler Boden, Gesteinsart Art: Sandstein                                                     | Steinbruch                     | besonders wertvoll      | Naturpark                                                     |                                 |
| Aufgel. Kalksteinbruch Kalkofen W von Poppenlauer             |                | 672A024   | Maßbach Position                       | Nördliche Fränkische Platten | Im ausgedehnten Bruchgelände ist Unterer Muschelkalk aufgeschlossen, der gelegentlich Wellenrippel zeigt. | 21000 300 × 70                                                                             | Typ: Gesteinsart, Schichtfolge, Sedimentstrukturen Art: Kalkstein                                                 | Steinbruch                     | bedeutend               | Naturschutzgebiet, FFH-Gebiet                                 |                                 |
| Aufgel. Kalksteinbruch S von Münnerstadt                      |                | 672A025   | Münnerstadt Position                   | Nördliche Fränkische Platten | Der teilweise verwachsene Bruch erschließt Unteren Muschelkalk (Wellenkalksteinfolge, mu2) und ist schwer zugänglich. | 1200 60 × 20                                                                               | Typ: Schichtfolge, Gesteinsart, Sedimentstrukturen Art: Kalkstein                                                 | Steinbruch                     | bedeutend               | Naturschutzgebiet                                             |                                 |
| Aufgel. Kalksteinbruch in ehem. StOÜbPl E von Reiterswiesen   |                | 672A026   | Bad Kissingen Position                 | Nördliche Fränkische Platten | Der relativ gut erhaltene, gut zugängliche und wenig verwachsene Steinbruch erschließt Unteren Muschelkalk (Terebratel- und Schaumkalkbänke). | 3200 80 × 40                                                                               | Typ: Steinbruch/Grube, Gesteinsart, Schichtfolge Art: Kalkstein                                                   | Steinbruch                     | wertvoll                | Naturschutzgebiet, FFH-Gebiet                                 |                                 |
| Aufgel. Kalksteinbruch ESE von Reiterswiesen                  |                | 672A027   | Bad Kissingen Position                 | Nördliche Fränkische Platten | Der kleine Steinbruch, unmittelbar neben einem Waldweg im Naturschutzgebiet gelegen, erschließt Unteren Muschelkalk (mu2 - mu3). | 400 40 × 10                                                                                | Typ: Steinbruch/Grube, Gesteinsart, Schichtfolge Art: Kalkstein                                                   | Steinbruch                     | wertvoll                | Naturschutzgebiet, FFH-Gebiet                                 |                                 |
| Ehem. Barytbergwerk Grube Marie SW von Wildflecken            |                | 672G001   | Wildflecken Position                   | Rhön                         | In insgesamt 3 alten Stollen, von denen einer gesprengt wurde (zwei sind noch zugänglich, aber durch Gitter gesichert), wurde größtenteils vor dem Krieg Baryt bergmännisch gewonnen. Stratigraphisch liegen die Barytvorkommen im Mittleren Buntsandstein, ihre Entstehung ist wahrscheinlich hydrothermaler Art. Ein Anschauungsstollen kann nach Voranmeldung besichtigt werden (Info im Haus der Schwarzen Berge in Oberbach). | 100 50 × 2                                                                                 | Typ: Stollen, Mineralien Art: Gangmineralisation, Sandstein                                                       | Tunnel/Stollen/Schacht         | wertvoll                | Landschaftsschutzgebiet, Naturpark                            |                                 |
| Kothener Sauerbrunnen NE von Kothen                           |                | 672Q001   | Motten Position                        | Rhön                         | Der Kothener Sauerbrunnen ist frei zugänglich. Er ist gefasst und mit einem gemauerten Pavillon überbaut. | 1 1 × 1                                                                                    | Typ: Mineralquelle Art: Sandstein, Basanit                                                                        | kein Aufschluss                | besonders wertvoll      | Landschaftsschutzgebiet, Naturpark                            |                                 |
| Vulkankegel Mettermich NNW von Schondra                       | weitere Bilder | 672R001   | Schondra Position                      | Rhön                         | Über einem relativ kleinen Zentralkegel erheben sich die zwei eng nebeneinander liegenden Gipfel des Vulkankegels ca. 5 m über der Umgebung mit anstehendem Säulenbasalt. Um diesen befindet sich ein weites Blockmeer. Am Top des geschützten Landschaftsbestandteils befindet sich ein Ringwall aus menschlicher Frühgeschichte, ebenso eine breite Wegauffahrt und weitere eigentümlich angeordnete Basaltwälle. | 40000 200 × 200                                                                            | Typ: Vulkanschlot Art: Basalt                                                                                     | kein Aufschluss                | wertvoll                | Landschaftsschutzgebiet, Naturpark                            |                                 |
| Vulkankegel Dreistelz WNW von Oberleichtersbach               | weitere Bilder | 672R002   | Dreistelzer Forst Position             | Rhön                         | Der Dreistelz ist der höchste Vulkankegel der Region. Der steile Zentralbereich ist gangartig E-W ausgerichtet. Er hat kleine Felsbildungen am Top (direkt neben dem Aussichtsturm) und einen kleinen Basaltabbau am Westende des Steil-Bereichs. Reste von Unterem Muschelkalk sind randlich um den Kegel vorhanden. Auf der Ostseite des Kegels sind enorme Basaltschuttareale ins Rutschen gekommen, die bis an die Straße Dreistelz-Modlos reichen. | 160000 400 × 400                                                                           | Typ: Vulkanschlot Art: Basalt                                                                                     | Felshang/Felskuppe             | wertvoll                | Landschaftsschutzgebiet, Naturpark                            |                                 |
| Basaltbruch am Lindenstumpf N von Schondra                    | weitere Bilder | 672R003   | Schondra Position                      | Rhön                         | Der Steinbruch wurde ausschließlich zum Zweck der Versorgung des Autobahnbaus A7 angelegt. Ein ganzer Basaltkegel wurde künstlich abgetragen bis auf eine Art Kraterwall. Interessant sind die unterschiedlichen Arten der Basaltabsonderung, insbesondere die fächerförmig stehenden Basaltsäulen (Meiler) am Steinbruch-Eingang. Wie das Vorkommen einer Scholle von pyroklastischen Gesteinen zeigt, sind die säuligen Basalte aus einem ehemaligen Lavasee entstanden. | 70000 350 × 200                                                                            | Typ: Basaltsäulen, Vulkanschlot, Gesteinsart Art: Basalt                                                          | Steinbruch                     | wertvoll                | Landschaftsbestandteil, Landschaftsschutzgebiet, FFH-Gebiet   | Bayerns schönste Geotope Nr. 7  |
| Pilsterstein NE von Kothen                                    | weitere Bilder | 672R004   | Motten Position                        | Rhön                         | Nordöstlich von Kothen liegt der landschaftlich reizvolle Pilsterstein, ein von der Verwitterung morphologisch herauspräparierter Ost-West verlaufender, gangartiger Vulkanschlot. Das Gestein zeigt hier nicht die für basaltische Gesteine typische Ausbildung von meist sechsseitigen Basaltsäulen, vielmehr sondert es unregelmäßiger und teilweise eher plattig-schichtig ab. Da eine plattige Absonderung typisch für das ebenfalls vulkanische Gestein Phonolith ist, wurde zeitweise angenommen, der Pilsterstein würde aus diesem Gestein bestehen, das im Übrigen in der hessischen Rhön weit verbreitet ist. Tatsächlich aber handelt es sich um einen basalt-ähnlichen Basanit. | 3600 60 × 60                                                                               | Typ: Felskuppe, Vulkanschlot, Basaltsäulen Art: Basanit                                                           | Felshang/Felskuppe             | besonders wertvoll      | Landschaftsschutzgebiet, Naturpark                            |                                 |
| Falkenwand WSW von Elfershausen                               |                | 672R005   | Elfershausen Position                  | Westliche Fränkische Platten | Der Höhenweg (Rundweg 5 des Naturparks Rhön) verläuft unterhalb des Wellenkalk-Saaleprallhangs stets in Rötton auf Hangschutt (Grenzgelbkalk) des Unteren Muschelkalks. Dank der Landschaftspflege des Pflegeverbandes Bad Kissingen und der Sektion Bad Kissingen des DAV ist die Falkenwand wieder gut erreichbar und sichtbar. Es herrscht permanenter Verkehrslärm von der nahen Autobahn. | 360000 1200 × 300                                                                          | Typ: Prallhang, Schichtfolge Art: Dolomitstein, Kalkstein                                                         | kein Aufschluss                | wertvoll                | Landschaftsschutzgebiet, FFH-Gebiet, Naturpark                |                                 |
| Lange Steine NW von Riedenberg                                | weitere Bilder | 672R007   | Römershager Forst-Nord Position        | Rhön                         | Blöcke des Felssandsteins des obersten Mittleren Buntsandsteins, der etwa 20 m höher eine Geländestufe bildet, sind gravitativ den Hang heruntergerutscht. Der größte Block des mittel- bis grobkörnigen bis feinkiesigen Felssandsteins ist (ohne Querklüfte) 15 m lang und bis 2 m mächtig und mit seiner Längsachse in Hangneigungsrichtung eingeregelt. Etwa 100 m oberhalb befindet sich die Felsgruppe Steinhaufen | 400 40 × 10                                                                                | Typ: Rutschung, Gesteinsart Art: Sandstein                                                                        | sonstiger Aufschluss           | wertvoll                | Landschaftsschutzgebiet, FFH-Gebiet, Vogelschutzgebiet        |                                 |
| Felsgruppe Die großen Steine NW von Riedenberg                | weitere Bilder | 672R008   | Großer Auersberg Position              | Rhön                         | Die großen Steine bestehen aus weißem, mittel- bis grobkörnigem bis feinkiesigem Felssandstein des obersten Mittleren Buntsandsteins. Die markante Schrägschichtung wurde durch die Verwitterung herauspräpariert. Der an der Taloberkante felsig anstehende Sandstein bildet hangabwärts einen mächtigen Blockstrom, der bis ins Taltiefste reicht. In der Schlucht sind Abschnitte des tieferen Mittleren Buntsandsteins aufgeschlossen. | 7500 50 × 150                                                                              | Typ: Felsgruppe, Gesteinsart Art: Sandstein                                                                       | Hanganriss/Felswand            | wertvoll                | Landschaftsschutzgebiet, FFH-Gebiet, Vogelschutzgebiet        |                                 |
| Steinernes Meer am Berghaus Rhön SE von Riedenberg            |                | 672R009   | Riedenberg Position                    | Rhön                         | Das Blockfeld aus Basalt besteht aus teils Blöcken ohne Zwischensubstanz (Blockmeer), teils Blöcken, die in einer lehmigen Grundmasse schwimmen. Die durchwegs scharfkantigen Blöcke weisen auf kurze Wanderwege (d. h. Ursprungsort der Blöcke ganz in der Nähe) hin. Die unruhige Oberflächenmorphologie spricht für Rutschmassen. Das Blockfeld liegt unmittelbar oberhalb des Parkplatzes Berghaus Rhön. | 10000 100 × 100                                                                            | Typ: Blockmeer, Basaltsäulen, Gesteinsart Art: Basalt                                                             | Steinbruch                     | wertvoll                | Naturpark                                                     |                                 |
| Vulkanschlot Lösershag SE von Oberbach                        |                | 672R010   | Wildflecken Position                   | Rhön                         | Der Gipfelaufbau des Lösershag besteht aus einer steilen Kuppe (Vulkanschlot aus anstehenden Basaltsäulen). Mehrere eindrucksvolle Blockmeere am Hangfuß, landschaftlich sehr reizvoll. Abgelegen, aber über Wanderwege gut zu erreichen. Kleiner, aufgelassener Steinbruch am Nordwesthang des Berges mit radialen Basaltsäulen. | 160000 400 × 400                                                                           | Typ: Vulkanschlot, Basaltsäulen, Blockmeer, Gesteinsart Art: Basalt                                               | Felshang/Felskuppe             | wertvoll                | Naturschutzgebiet, Landschaftsschutzgebiet, FFH-Gebiet        |                                 |
| Buntsandsteinschlucht Dörflinger Ruh SSW von Bad Brückenau    |                | 672R012   | Bad Brückenau Position                 | Rhön                         | Das anstehende Vorkommen großer Schollen (Blöcke und Platten) von Felssandstein in der Schlucht ist auf eine tektonische Absenkung innerhalb eines ca. Nord-Süd-gerichteten Grabens zurückzuführen. | 10000 200 × 50                                                                             | Typ: Schlucht, Gesteinsart Art: Sandstein                                                                         | Prallhang/Flussbett/Bachprofil | bedeutend               | Landschaftsschutzgebiet, Naturpark                            |                                 |
| Erdfall SW von Maßbach                                        |                | 672R013   | Maßbach Position                       | Nördliche Fränkische Platten | Das kreisrunde Loch ist etwa 10 m tief und mit einem alten Baumbestand bewachsen. Vermutlich resultiert diese Einsturzdoline aus Auslaugungen im unterlagernden Unteren Muschelkalk. | 225 15 × 15                                                                                | Typ: Erdfall Art: Kalkstein                                                                                       | kein Aufschluss                | wertvoll                | Landschaftsbestandteil                                        |                                 |
| Wichtelhöhlen SW von Bad Kissingen                            |                | 672R014   | Euerdorf Position                      | Rhön                         | An der Alten Euerdorfer Straße befindet sich im Bereich des Saale-Prallhangs Batzenleite ein größerer Aufschluss im anstehenden Felssandstein. Aus dem Verband gelöste, bis 10 m große Einzelblöcke kommen ebenfalls vor. Ausgeprägte Klüfte und Hohlräume zwischen den Blöcken stellen die sagenumwobenen Wichtelhöhlen dar. Der Weg durch die Zeit von Bad Kissingen zum Museum Terra Triassica in Euerdorf führt am Geotop vorbei. | 15000 300 × 50                                                                             | Typ: Felswand/-hang, Blockmeer, Tafoni/Wabenverwitterung, Sedimentstrukturen, Gesteinsart Art: Sandstein          | Hanganriss/Felswand            | wertvoll                | Landschaftsbestandteil, Landschaftsschutzgebiet, Naturpark    |                                 |
| Neuwiesgraben-Schlucht S von Dittlofsroda                     |                | 672R015   | Wartmannsroth Position                 | Rhön                         | Der Neuwiesgraben hat sich teilweise klammartig in den Buntsandstein der Röt-Folge eingetieft und bildet gelegentlich kleine Wasserfälle. | 5000 500 × 10                                                                              | Typ: Schlucht, Wasserfall Art: Sandstein                                                                          | Prallhang/Flussbett/Bachprofil | wertvoll                | Landschaftsschutzgebiet, Naturpark                            |                                 |
| Felsfreistellung Wildweibstein N von Völkersleier             |                | 672R016   | Forst Detter-Süd Position              | Rhön                         | Am Wildweibstein befinden sich ausgedehnte Felsfreistellungen und Blockmeere im Felssandstein der Hardegsen-Folge. | 0 keine Angabe                                                                             | Typ: Felsburg, Blockmeer Art: Sandstein                                                                           | Felshang/Felskuppe             | wertvoll                | Landschaftsschutzgebiet, Naturpark                            |                                 |
| Bachanriss Schindeller Brunnen ENE von Kleinbrach             |                | 672R017   | Bad Kissingen Position                 | Rhön                         | Der steil nach Westen zur Fränkischen Saale abfallende Schindeller Graben hat sich tief in den intensiv rotbraunen Sandstein der Hardegsen-Folge eingegraben, der auffällige Bänke (Mächtigkeiten im dm-Bereich) bildet. Dabei sind mehrere bis zu zwei Meter hohe Wasserfälle entstanden. Die Wasserführung ist witterungsabhängig stark schwankend. | 1500 100 × 15                                                                              | Typ: Lagerungsverhältnisse, Gesteinsart, Schichtfolge, Wasserfall Art: Sandstein                                  | Hanganriss/Felswand            | wertvoll                | Landschaftsschutzgebiet, Naturpark                            |                                 |
| Aufschluss am Kapellenberg südöstlich von Zeil am Main        | weitere Bilder | 674A001   | Zeil am Main Position                  | Haßberge-Region              | Aufschluss mit Schilfsandstein unten, darüber Lehrbergschichten mit einzelnen Gipslagen und -linsen. Das Geotop ist verfallen und war 2012 komplett zugewachsen. Eine Informationstafel ist vorhanden. | 2500 250 × 10                                                                              | Typ: Schichtfolge Art: Sandstein, Tonstein                                                                        | Steinbruch                     | wertvoll                | Landschaftsschutzgebiet, FFH-Gebiet, Vogelschutzgebiet        |                                 |
| Keuperprofil Königsberger Steige bei Königsberg               | weitere Bilder | 674A002   | Königsberg in Bayern Position          | Haßberge-Region              | Aufschlüsse in Myophorien-, Estherienschichten und im Schilfsandstein an der Königsberger Steige, Informationstafeln sind vorhanden. | 1500 300 × 5                                                                               | Typ: Standard-/Referenzprofil Art: Sandstein, Tonstein, Mergelstein                                               | Böschung                       | wertvoll                | Naturpark                                                     |                                 |
| Ehemalige Basaltbrüche am Bramberg südlich von Hohnhausen     | weitere Bilder | 674A003   | Burgpreppach Position                  | Haßberge-Region              | Zwei ehemalige Steinbrüche nördlich und südlich der Burg Bramberg. Basaltschlot mit konzentrisch aufgebauter Füllung. Innen Basaltsäulen, nach außen folgen Basaltbrekzie und Nebengesteinstrümmer (vor allem gefrittete Keupertone). | 2800 70 × 40                                                                               | Typ: Mineralien, Vulkanschlot, Basaltsäulen Art: Basalt                                                           | Steinbruch                     | wertvoll                | Landschaftsschutzgebiet, Vogelschutzgebiet, Naturpark         |                                 |
| Ehemaliger Sandsteinbruch Eichelberg südlich von Burgpreppach | weitere Bilder | 674A004   | Burgpreppach Position                  | Haßberge-Region              | Bankiger bis dickbankiger, weiß-grauer, feinkörniger Sandstein, Klüftung senkrecht zur Schichtfläche. Rippelmarken und Abdrücke von Muscheln sind erkennbar. Unten eine Stauschicht aus hellem Ton. | 6000 150 × 40                                                                              | Typ: Gesteinsart, Stauquelle Art: Sandstein                                                                       | Steinbruch                     | bedeutend               | Landschaftsbestandteil, Landschaftsschutzgebiet, Naturpark    |                                 |
| Ehemalige Tongrube am Wolfshügel ostsüdöstlich von Ostheim    | weitere Bilder | 674A005   | Hofheim in Unterfranken Position       | Haßberge-Region              | Tongrube am Osthang des Wolfsberges, die die oberen Myophorienschichten aufschließt. Wenige Meter darunter ist die Bleiglanzbank als kleine Geländestufe erkennbar. | 250 25 × 10                                                                                | Typ: Gesteinsart Art: Tonmergelstein                                                                              | Lehmgrube/Tongrube/Mergelgrube | bedeutend               | Landschaftsschutzgebiet, FFH-Gebiet, Vogelschutzgebiet        |                                 |
| Werksandsteinbruch westlich von Kleinsteinach                 | weitere Bilder | 674A007   | Riedbach Position                      | Nördliche Fränkische Platten | Werksandstein, mittelbankig, unregelmäßig klüftig und blassbraun, plattig aufgehend. Im Steinbruch wurden vermutlich kleine Bausteine gewonnen. Am Exkursionsaufschluss steht eine Erläuterungstafel. | 600 40 × 15                                                                                | Typ: Gesteinsart Art: Sandstein                                                                                   | Steinbruch                     | bedeutend               | kein Schutzgebiet                                             |                                 |
| Tuffbrekzie westlich von Mechenried                           | weitere Bilder | 674A008   | Riedbach Position                      | Nördliche Fränkische Platten | Aufschluss von Tuffbrekzie mit vulkanischen und sedimentären Komponenten, Oberfläche ist angewittert. Viele Gesteinsbrocken wurden in Tonminerale umgewandelt, vermutlich durch postvulkanische Thermalwässer. Liegt gleich westlich von Mechenried, war 2013 teilweise zugewachsen. | 60 30 × 2                                                                                  | Typ: Gesteinsart Art: Tuff/Tuffit                                                                                 | Hanganriss/Felswand            | wertvoll                | kein Schutzgebiet                                             |                                 |
| Felsen an der Burgruine in Altenstein                         | weitere Bilder | 674A010   | Maroldsweisach Position                | Haßberge-Region              | Die Burgruine Altenstein steht auf Rhätsandstein. Die Sandsteine rutschen teilweise auf den darunterliegenden Tonen und Tonmergeln des Feuerletten hangabwärts. Hinweistafeln des Burgenkundlichen Lehrpfades Haßberge. | 10000 100 × 100                                                                            | Typ: Gesteinsart Art: Sandstein                                                                                   | Hanganriss/Felswand            | bedeutend               | Bodendenkmal, Naturpark                                       |                                 |
| Rhät-Felswand nordöstlich von Rabelsdorf                      | weitere Bilder | 674A011   | Pfarrweisach Position                  | Haßberge-Region              | Sandsteinwand im Rhät der Haßberge östlich von Rabelsdorf. Felswände und ortsfremde Blöcke in verschiedenen Ablösungsstadien. | 15000 60 × 250                                                                             | Typ: Gesteinsart, Felswand/-hang Art: Sandstein                                                                   | Hanganriss/Felswand            | bedeutend               | Landschaftsschutzgebiet, Naturpark                            |                                 |
| Ehemaliger Steinbruch zwischen Junkersdorf und Altenstein     | weitere Bilder | 674A013   | Maroldsweisach Position                | Haßberge-Region              | Aufschluss von rotvioletten, dolomitischen Tonmergeln mit teilweise meterdicken dolomitischen Kalkbänken im Feuerletten. Der Kalk wurde früher abgebaut. | 3600 60 × 60                                                                               | Typ: Gesteinsart Art: Tonstein, Dolomitstein                                                                      | Steinbruch                     | wertvoll                | Naturschutzgebiet, Landschaftsschutzgebiet, Vogelschutzgebiet |                                 |
| Mainauen westsüdwestlich von Ziegelanger                      | weitere Bilder | 674A016   | Zeil am Main Position                  | Sandsteinkeuperregion        | Ehemalige Sandgrube, in der Eichen-Rannen aufgeschlossen sind. Die Bäume wurden zwischen 8000 v. Chr. und 250 n. Chr. dort abgelagert. In dieser Häufung und Präsentation einmalig. Erlebnispfad ist eingerichtet, Weg besteht aus lokal abgebautem Main-Kies. | 30000 200 × 150                                                                            | Typ: Pflanzliche Fossilien, Durchbruchstal Art: Kies, Sand                                                        | Kiesgrube/Sandgrube            | besonders wertvoll      | Naturpark                                                     | Bayerns schönste Geotope Nr. 85 |
| Basaltbruch Zeilberg östlich von Maroldsweisach               | weitere Bilder | 674A017   | Maroldsweisach Position                | Haßberge-Region              | Der Zeilberg ist der größte Vulkanschlot der Heldburger Gangschar. Ein Stein-Erlebnispfad ermöglicht den Einblick in einen nicht zugänglichen großen Basalt-Steinbruch. Es gibt einen Klopfplatz, an dem Basaltsteine mit Olivinknollen untersucht werden dürfen. | 500000 1000 × 500                                                                          | Typ: Gesteinsart, Vulkanschlot Art: Basalt                                                                        | Steinbruch                     | wertvoll                | Naturpark                                                     |                                 |
| Steinbruch nordöstlich von Gleisenau                          | weitere Bilder | 674A019   | Ebelsbach Position                     | Haßberge-Region              | Steinbruch mit Coburger Sandstein (nicht Blasensandstein wie früher angenommen). Coburger Sandstein und Blasensandstein sind hier schwer zu unterscheiden und werden in der Hassberge-Formation zusammengefasst. Infotafel der Georoute Haßberge. | 4000 80 × 50                                                                               | Typ: Gesteinsart Art: Sandstein                                                                                   | Steinbruch                     | wertvoll                | Landschaftsschutzgebiet, Naturpark                            |                                 |
| Schilfsandsteinbruch nordöstlich von Zeil                     | weitere Bilder | 674A020   | Zeil am Main Position                  | Haßberge-Region              | Grünlich-gelber, toniger und leicht zu bearbeitender Sandstein, der als Werkstein genutzt wurde. Der Sandstein wird durch zwei dünne, plattige Tonlagen in drei Lagen geteilt. Infotafel der Georoute Haßberge. 2012 war das Geotop zugewachsen. | 100 20 × 5                                                                                 | Typ: Gesteinsart Art: Sandstein                                                                                   | Steinbruch                     | wertvoll                | Landschaftsschutzgebiet, Naturpark                            |                                 |
| Aufgelassene Tongrube nordwestlich von Rügheim                | weitere Bilder | 674A021   | Hofheim in Unterfranken Position       | Nördliche Fränkische Platten | Aufgelassene Tongrube, an deren nördlicher Aufschlusswand die höheren Schichten des Unteren Keupers von drei verschieden alten Lößablagerungen überdeckt werden. Die Abfolge der Unteren Dolomitsteine und der Unteren Estherienschiefer ist schön zu erkennen. Infotafel der Georoute Haßberge. | 60000 300 × 200                                                                            | Typ: Schichtfolge, Sedimentstrukturen Art: Tonstein, Lößlehm                                                      | Lehmgrube/Tongrube/Mergelgrube | wertvoll                | kein Schutzgebiet                                             |                                 |
| Rhätsandsteinbruch nördlich von Buch                          | weitere Bilder | 674A023   | Untermerzbach Position                 | Haßberge-Region              | Aufgelassener Steinbruch im Rhätsandstein. | 17000 170 × 100                                                                            | Typ: Gesteinsart, Sedimentstrukturen Art: Sandstein                                                               | Steinbruch                     | bedeutend               | Landschaftsschutzgebiet, Naturpark                            |                                 |
| Sandsteinbruch westlich von Neubrunn                          | weitere Bilder | 674A024   | Kirchlauter Position                   | Haßberge-Region              | Aufgelassener Steinbruch, der Coburger Sandstein und seine tonigen Nebengesteine aufschließt. Exkursionspunkt der Geo-Route des Naturparks Haßberge mit Infotafel. | 0 keine Angabe                                                                             | Typ: Schichtfolge, Gesteinsart, Sedimentstrukturen Art: Sandstein, Tonstein                                       | Steinbruch                     | wertvoll                | FFH-Gebiet, Vogelschutzgebiet, Naturpark                      |                                 |
| Gasaustritte nordöstlich von Mechenried                       | weitere Bilder | 674A025   | Riedbach Position                      | Nördliche Fränkische Platten | Südlich der Straße Mechenried-Rügheim entweicht an mehreren Stellen Gas aus dem Erdreich. Am besten beobachten lässt sich das bei Tiefdruckwetterlagen (Geräuschentwicklung) oder bei nassem Boden (Blasenbildung). Pflanzen kümmern teilweise oder sind braun gefärbt, es riecht nach faulen Eiern. Das Gas enthält 18,1 Volumenprozent Kohlendioxid, ca. 0,5 Volumenprozent Kohlenwasserstoffe, 0,02 bis 0,03 ppm Ozon, 8 bis 10 ppm Schwefeldioxid, 0,1 bis 0,5 ppm Schwefelwasserstoff, 0,01 ppm Kohlenmonoxid, 0,01 ppm nitrose Gase. Ursache der Gasaustritte könnte die Heldburger Gangschar sein. | 1400 70 × 20                                                                               | Typ: Störung Art: Tonstein                                                                                        | kein Aufschluss                | wertvoll                | kein Schutzgebiet                                             |                                 |
| Aufschluss im Heldburger Gipsmergel östlich von Neuses        | weitere Bilder | 674A026   | Bundorf Position                       | Haßberge-Region              | Aufschluss der distalen Fazies des Coburger Sandsteins und des Unteren Burgsandsteins (Heldburger Gipsmergel). Bunte Abfolge von Ton- und Siltsteinen, Tonmergeln, Gipsstein- und Dolomitlagen (Steinmergel). | 300 30 × 10                                                                                | Typ: Schichtfolge, Gesteinsart, Sedimentstrukturen Art: Sandstein, Mergelstein, Tonmergel                         | Böschung                       | wertvoll                | Landschaftsschutzgebiet, Naturpark                            |                                 |
| Schilfsandsteinbruch nordöstlich von Burg Königsberg          | weitere Bilder | 674A027   | Königsberg in Bayern Position          | Haßberge-Region              | Aufgelassener Sandsteinbruch nordöstlich der Burg Königsberg, an der Coburger Straße Richtung Hohnhausen. Schilfsandstein (Stuttgart-Formation), in massigen Bänken mit deutlich erkennbaren Schrägschichtungskörpern. Zwischen zwei Sandsteinbänken sind synsedimentär deformierte Schichten erkennbar, was durch Erdbeben während der Trias entstanden sein könnte. Der Steinbruch ist frei zugänglich. | 0 keine Angabe                                                                             | Typ: Sedimentstrukturen, Lagerungsverhältnisse, Diskordanz Art: Sandstein                                         | Steinbruch                     | wertvoll                | Landschaftsschutzgebiet, Naturpark                            |                                 |
| Schlotbrekzie südöstlich von Schweinshaupten                  | weitere Bilder | 674A028   | Bundorf Position                       | Haßberge-Region              | Südöstlich des Badeweihers Schweinshaupten ist an einer Wegeböschung ein tertiärer Brekzienschlot aufgeschlossen, welcher der Heldburger Gangschar zuzurechnen ist. Die Gesamtausdehnung des Schlots beträgt rund 100 mal 75 m. Nur etwa 10 Prozent der Schlotfüllung bestehen aus Basalt, in geringem Umfang sind Xenolithe aus der tieferen Kruste und Kristallin beteiligt. Die Hauptmasse des Auswürflingsmaterials bilden mesozoische Sedimente: vor allem Tonsteine, Mergel und Gipsmergel, sowie untergeordnet Sandsteine des Coburger Sandsteins, des Burgsandsteins und des Schilfsandsteins. Damit bestätigt sich die wichtige Erkenntnis, dass im Tertiär noch Schichten des Jura in den Haßbergen vorhanden waren. | 75 15 × 5                                                                                  | Typ: Magmatisches Gefüge Art: Basalt, Breccie                                                                     | sonstiger Aufschluss           | wertvoll                | Landschaftsschutzgebiet, Naturpark                            |                                 |
| Geusfeld, Hohlweg an der Marienkapelle                        | weitere Bilder | 674A029   | Rauhenebrach Position                  | Sandsteinkeuperregion        | An der kleinen Marienkapelle in Geusfeld stehen in der Böschung Sandsteine der Stuttgart-Formation (Schilfsandstein) an. Neben dickeren Bänken, in denen die Verwitterung sehr schön das Schrägschichtungsgefüge herauspräpariert hat, finden sich auch wenige cm dicke Bänkchen ohne erkennbare Internstruktur. Nach oben hin schalten sich dunkelgraue Letten zwischen die Sandsteinbänke ein. Der Name Schilfsandstein stammt von den Steinbrechern, die häufig vorkommende Schachtelhalm-Reste für versteinertes Schilf gehalten haben. Gebildet wurden diese Sandsteine durch ein Nordost-Südwest verlaufendes Flusssystem, das sich zum Teil mehrere 10er-Meter in den Untergrund der Grabfeld-Formation (Estherienschichten) eingetieft hatte, bevor diese Flußrinnen mit Sand verfüllt wurden. Die hier aufgeschlossenen Sandsteine zeigen mit den dicken, schräggeschichtene Bänken das charakteristische Bild einer solchen Rinnenfüllung. | 240 80 × 3                                                                                 | Typ: Schichtfolge, Gesteinsart Art: Sandstein, Tonstein                                                           | Böschung                       | bedeutend               | Naturpark                                                     |                                 |
| Burgruine Rotenhan nordöstlich von Rotenhan                   | weitere Bilder | 674G001   | Ebern Position                         | Haßberge-Region              | Die Burg wurde aus schräggeschichteten Rhätsandsteinfelsen herausgemeißelt, die zu diesem Standort auf den darunterliegenden Tonen hangabwärts gerutscht waren. Betreten des Geländes auf eigene Gefahr, der Besitzer übernimmt keine Haftung. Felsen und Bewuchs sollen nicht zerstört oder verändert werden. Das Geotop gehört zu den hundert schönsten Geotopen Bayerns, Infotafel vorhanden. | 4800 80 × 60                                                                               | Typ: Bearbeiteter Fels Art: Sandstein                                                                             | sonstiger Aufschluss           | besonders wertvoll      | Bodendenkmal, Landschaftsschutzgebiet, Naturpark              | Bayerns schönste Geotope Nr. 44 |
| Burgruinen und Sandsteinfelsen nordöstlich von Buch           | weitere Bilder | 674G002   | Untermerzbach Position                 | Haßberge-Region              | Burg, die in den anstehenden Sandsteinfelsen des Rhät gehauen und durch Mauern ergänzt wurde. Die Wände wurden mit einem Fischgrätmuster behauen. Markanter Torstein, zwei bemerkenswerte Keller. Infotafel der Geotour Hassberge. | 3000 100 × 30                                                                              | Typ: Bearbeiteter Fels Art: Sandstein                                                                             | sonstiger Aufschluss           | wertvoll                | Bodendenkmal, Landschaftsschutzgebiet, Naturpark              |                                 |
| Ehemaliger Sandsteinbruch nördlich von Dürrnhof               | weitere Bilder | 674G003   | Pfarrweisach Position                  | Haßberge-Region              | Steinbruch, der 10 m hoch mittel- bis grokkörnige, rinnenförmig geschüttete Sandsteine aufschließt. Der Abbau erfolgte in Handarbeit, Bearbeitungsspuren (Schrappen) sind teilweise noch gut sichtbar. | 10000 200 × 50                                                                             | Typ: Steinbruch/Grube Art: Sandstein                                                                              | Steinbruch                     | bedeutend               | Landschaftsschutzgebiet, Naturpark                            |                                 |
| Silbersandhöhle östlich von Stettfeld                         | weitere Bilder | 674G004   | Stettfeld Position                     | Haßberge-Region              | In den Mittleren Burgsandstein gegrabene Höhle. Hier wurde ein feinkörniger und glimmerreicher heller Sand abgebaut, der als Schreibsand verwendet wurde. Der Eingang ist verschlossen, eine Infotafel ist vorhanden. | 600 30 × 20                                                                                | Typ: Stollen Art: Sandstein                                                                                       | Tunnel/Stollen/Schacht         | besonders wertvoll      | Landschaftsschutzgebiet, FFH-Gebiet, Naturpark                |                                 |
| Eisenquelle nordöstlich von Wonfurt                           | weitere Bilder | 674Q001   | Wonfurt Position                       | Östliche Fränkische Platten  | Quelle mit einer Schüttung von etwa 15 l/s. Das Wasser stammt aus Schichten des Mittleren Muschelkalks, die hier an einer Störung aufsteigen. An der Quelle haben sich Kalktuffablagerungen gebildet. Im Bachlauf sind rote Eisenhydroxidablagerungen sichtbar. | 25 5 × 5                                                                                   | Typ: Störungsquelle, Sinterbildung Art: Kalkstein, Kalktuff                                                       | kein Aufschluss                | besonders wertvoll      | Naturdenkmal, FFH-Gebiet, Vogelschutzgebiet                   |                                 |
| Felslabyrinth beim Schloss Lichtenstein                       | weitere Bilder | 674R001   | Pfarrweisach Position                  | Haßberge-Region              | Felslabyrinth südlich der Burgruine Lichtenstein, in dem unter anderem Schrägschichtungen, verschiedene Verwitterungstone, Schichtquellen und Wabenverwitterung zu sehen sind. Aus dem Verband gelöste, hausgroße Felsblöcke wurden in die Burg integriert. Infotafel der Geotour Haßberge. | 8400 140 × 60                                                                              | Typ: Felsgruppe Art: Sandstein                                                                                    | Hanganriss/Felswand            | wertvoll                | Landschaftsschutzgebiet, Naturpark                            |                                 |
| Ponor westlich von Zell am Ebersberg                          | weitere Bilder | 674R002   | Knetzgau Position                      | Sandsteinkeuperregion        | Ein Bach versickert allmählich auf verkarstem Grundgips, bis er in einem grubenartigen Ponor ganz verschwindet. Der Bach fließt unterirdisch weiter, was an einem Graben mit Schilf und Gebüsch erkennbar ist. Nach ca. 600 m kommt das Wasser an einer Quelle wieder an die Oberfläche. Daneben liegt ein kleines Feuchtgebiet. | 600 30 × 20                                                                                | Typ: Ponor, Doline, Schichtquelle Art: Gips, Tonmergelstein                                                       | kein Aufschluss                | wertvoll                | Landschaftsbestandteil, Landschaftsschutzgebiet, Naturpark    |                                 |
| Hohler Stein im Haßwald westlich von Reutersbrunn             | weitere Bilder | 674R003   | Ebern Position                         | Haßberge-Region              | Der Hohle Stein ist eine größere Gruppe aus Rhätsandsteinblöcken bis 10 m Größe, auf einer Fläche von 70 × 25 m. Entstanden ist sie aus einer 7 m dicken Sandsteinplatte, die hangabwärts gerutscht und dabei in zahlreiche Einzelteile zerbrochen ist. | 1750 70 × 25                                                                               | Typ: Rutschung, Felsblock, Sedimentstrukturen Art: Sandstein                                                      | Block                          | wertvoll                | Landschaftsschutzgebiet, Naturpark                            |                                 |
| Wörth mit Sichelsee westlich von Augsfeld                     | weitere Bilder | 674R005   | Haßfurt Position                       | Östliche Fränkische Platten  | Aussichtsplattform, auf der über Flussdynamik und Laufverlagerung des Mains informiert wird. Bei starkem Hochwasser wurden die Mäander des Mains oft durchbrochen und es entstanden Altwässer. Der Sichelsee ist 1676 bei einem Hochwasser zum Altwasser geworden und blieb unberührt erhalten. Ein kleiner Parkplatz ist vorhanden. | 210000 700 × 300                                                                           | Typ: Mäander, Bach-/Flusslauf Art: Sand, Schluff                                                                  | kein Aufschluss                | wertvoll                | Naturschutzgebiet, FFH-Gebiet, Vogelschutzgebiet              |                                 |
| Gebrünnsee nordwestlich von Westheim                          | weitere Bilder | 674R006   | Knetzgau Position                      | Östliche Fränkische Platten  | Die Doline wird von einer Quelle gespeist und kann deshalb als Fischweiher genutzt werden. Das Naturdenkmal wird von einem alten Baumbestand umgeben. | 1600 40 x 40                                                                               | Typ: Doline, Verengungsquelle Art: Gips                                                                           | kein Aufschluss                | bedeutend               | Naturdenkmal                                                  | ehemals Geotopnummer 678R001    |
| Gipskeuper am Schwanberg NE von Iphofen                       | weitere Bilder | 675A001   | Iphofen Position                       | Gipskeuperregion             | Die Aufschlüsse zeigen den teils kontinuierlichen, teils erosiven Kontakt von Estherienschichten zum Schilfsandstein. Graue Ton- und Tonmergelsteine mit weißen Gipslagen (Estherienschichten) werden dort von gelben Sandsteinen (Schilfsandstein) überlagert. Teilweise sind in den Sandsteinen gut erkennbare Sedimentationsstrukturen erhalten. | 100 50 × 2                                                                                 | Typ: Schichtfolge, Sedimentstrukturen Art: Sandstein, Tonmergelstein                                              | Böschung                       | wertvoll                | Landschaftsschutzgebiet, FFH-Gebiet, Vogelschutzgebiet        | Bayerns schönste Geotope Nr. 57 |
| Ehem. Muschelkalkbruch SW von Krautheim                       | weitere Bilder | 675A002   | Volkach Position                       | Östliche Fränkische Platten  | Der Aufschluss liegt in einer durch Verwerfung geteilten Horstscholle (Störungszone von Wipfeld-Gaibach-Prichsenstadt). Das Profil reicht von den dickbankigen Stylolithenkalken (Mittlerer Muschelkalk) bis in den Oberen Muschelkalk, wobei letzterer nur noch am oberen Bruchrand einsehbar, aber schwer zugänglich ist. | 3600 40 × 90                                                                               | Typ: Schichtfolge, Störung Art: Kalkstein                                                                         | Steinbruch                     | wertvoll                | Naturdenkmal                                                  |                                 |
| Ehem. Muschelkalkbruch Zepter E von Obernbreit                |                | 675A003   | Obernbreit Position                    | Östliche Fränkische Platten  | Die anstehende, fossilreiche Schichtfolge liegt außerhalb (östlich) des Quaderkalkbereiches. Sie wird als Normal- oder Uffenheimer Fazies angesprochen. Im Zepter Bruch wurde das einzige vollständige Nautilus-Unterkiefer (conchorhynchus avirostris) gefunden. Die Schichtfolge reicht vom oberen Teil der Dickbankzone bis zum Ostracodenton. | 800 80 × 10                                                                                | Typ: Tierische Fossilien, Schichtfolge Art: Kalkstein                                                             | Steinbruch                     | wertvoll                | kein Schutzgebiet                                             |                                 |
| Ehem. Werksandsteinbruch SE von Brünnau                       |                | 675A006   | Prichsenstadt Position                 | Östliche Fränkische Platten  | Im dünnbankigen Sandstein des aufgelassenen Bruches finden sich Pflanzenhäcksel und -reste, wie z. B. der Schachtelhalm Equisetites. Die große Mächtigkeit des Sandsteins weist darauf hin, dass er dort als Flutfazies vorliegt. Eine Abbauwand ist gut erhalten und zugänglich. Das Gelände wird als Obstgarten genutzt. | 9000 180 × 50                                                                              | Typ: Pflanzliche Fossilien, Gesteinsart Art: Sandstein                                                            | Steinbruch                     | wertvoll                | kein Schutzgebiet                                             |                                 |
| Tonmergelstein am Schwanberg NNE von Iphofen                  | weitere Bilder | 675A007   | Iphofen Position                       | Gipskeuperregion             | Der Aufschluss präsentiert Gips führende Estherienschichten mit einer maximalen Höhe von 8 m. Graue Ton- und Tonmergelsteine sind durchzogen von teilweise gewellten und etwa 1–2 cm mächtigen Fasergipslagen. | 3000 15 × 200                                                                              | Typ: Gesteinsart Art: Tonmergelstein, Gips                                                                        | Böschung                       | wertvoll                | Naturschutzgebiet, Landschaftsschutzgebiet, FFH-Gebiet        |                                 |
| Ehem. Muschelkalkbruch SSW von Dettelbach                     | weitere Bilder | 675A008   | Dettelbach Position                    | Östliche Fränkische Platten  | Großer Aufschluss mit weitreichendem Profil vom oberen Muschelkalk bis in den unteren Keuper. Im Bereich der Bruchsohle liegt die Cycloidesbank, ist jedoch weitestgehend abgebaut. Im oberen Drittel liegt die Terebratelbank. Das Profil reicht bis zu den Wagnerschen Platten im unteren Keuper. | 39000 300 × 130                                                                            | Typ: Schichtfolge, Tierische Fossilien, Sedimentstrukturen Art: Kalkstein, Mergelstein                            | Steinbruch                     | besonders wertvoll      | kein Schutzgebiet                                             |                                 |
| Acrodus-Corbula-Zone SE von Nenzenheim                        | weitere Bilder | 675A009   | Iphofen Position                       | Gipskeuperregion             | Der ehemalige Straßenaufschluss ist zugewachsen. Rotviolette Tonsteine (kmM) werden hier überlagert von graugrünen Tonsteinen (kmE), die – typisch für den tonigen Gipskeuper – einen nahen Wechsel zu Dolomitsteinbänken anzeigen: Es folgt die Corbula-Bank. Diese ist 50 m weiter im Osten in einer ehemaligen Tongrube besser und mit 60 cm Mächtigkeit aufgeschlossen. Reste der Acrodus-Bank sind im Geotopbereich als Lesesteine erhalten. | 5000 100 × 50                                                                              | Typ: Standard-/Referenzprofil, Störung Art: Tonstein, Mergelstein                                                 | Lehmgrube/Tongrube/Mergelgrube | wertvoll                | Landschaftsschutzgebiet, Vogelschutzgebiet, Naturpark         |                                 |
| Frankfurter Brüche SE von Rödelsee                            | weitere Bilder | 675A010   | Iphofen Position                       | Gipskeuperregion             | Am Wanderweg von Rödelsee zum Schwanberg liegt ein Areal von alten Schilfsandstein-Brüchen, die nach dem Sitz der ehemaligen Betreiber-Firma als Frankfurter Brüche bezeichnet werden. Sie sind inzwischen teilweise zugewachsen. Ein Fußweg führt zum oberen Teil einer Aufschlusswand mit roten und grünen Ton- und Mergelsteinen der Lehrbergschichten.Innerhalb der Schichten sind weiße und hell-orange farbene Bänder aus Fasergips (Berggips) erkennbar. Im unteren Teil ist an wenigen Stellen Schilfsandstein aufgeschlossen. | 5000 100 × 50                                                                              | Typ: Schichtfolge, Gesteinsart Art: Tonstein, Sandstein                                                           | Steinbruch                     | wertvoll                | Naturschutzgebiet, Landschaftsschutzgebiet, FFH-Gebiet        |                                 |
| Schilfsandsteinbruch SE von Seinsheim                         |                | 675A011   | Seinsheim Position                     | Gipskeuperregion             | Am Nordwesthang des Kapellbergs befindet sich der aufgelassene Schilfsandsteinbruch Seinsheim. Im Schutt finden sich gelegentlich Pflanzenfossilien (v. a. Schachtelhalm-Reste). Im Bruch wurden zuletzt 1989 Steine für die Erneuerung der Kirchenmauer in Seinsheim gebrochen. Heute wird der Bruch als Klettergarten genutzt. | 5000 100 × 50                                                                              | Typ: Gesteinsart, Pflanzliche Fossilien, Sedimentstrukturen Art: Sandstein                                        | Steinbruch                     | bedeutend               | Landschaftsschutzgebiet, FFH-Gebiet, Vogelschutzgebiet        |                                 |
| Schilfsandsteinbruch Kugelspiel WSW von Castell               |                | 675A012   | Castell Position                       | Gipskeuperregion             | Der alte Schilfsandsteinbruch befindet sich südwestlich von Castell unterhalb des Kugelspielberges. Mehrere dicke Sandsteinbänke wechseln sich mit dünnen tonigen Lagen ab. Der Steinbruch liegt etwas unterhalb des Steigerwald-Panoramaweges. | 10000 200 × 50                                                                             | Typ: Gesteinsart, Sedimentstrukturen Art: Sandstein                                                               | Steinbruch                     | bedeutend               | Landschaftsschutzgebiet, FFH-Gebiet, Vogelschutzgebiet        |                                 |
| Ortelsbruch ESE von Abtswind                                  | weitere Bilder | 675A013   | Abtswind Position                      | Gipskeuperregion             | Der Schilfsandsteinbruch liegt auf dem Wanderweg A2. Der feinkörnige Sandstein mit sehr gleichmäßiger Struktur wird zeitweise noch in 2 Lagen mit je 2 bis 3 m Mächtigkeit abgebaut. Von hier stammen Bausteine für die Würzburger Residenz. | 5000 100 × 50                                                                              | Typ: Gesteinsart, Sedimentstrukturen, Pflanzliche Fossilien Art: Sandstein                                        | Steinbruch                     | wertvoll                | Landschaftsschutzgebiet, Naturpark                            |                                 |
| Kleines und Großes Grundlos NE von Hellmitzheim               | weitere Bilder | 675Q001   | Iphofen Position                       | Gipskeuperregion             | Bachlauf und Uferstreifen der beiden kleinen Quelltümpel sind als Naturdenkmal ausgewiesen. Aus dem verkarsteten Grundgips treten sulfatische Wässer in zwei kleinen Quelltrichtern aus. Die Quellen sind mittlerweile komplett zugewachsen. | 250 50 × 5                                                                                 | Typ: Verengungsquelle Art: Gips, Tonmergelstein                                                                   | kein Aufschluss                | bedeutend               | Naturdenkmal                                                  |                                 |
| Dünen im Michelheidewald NW von Wiesentheid                   |                | 675R001   | Wiesentheid Position                   | Östliche Fränkische Platten  | Im Michelheidewald haben sich über dem Lettenkeuper spät- oder postglazial ein Dünenfeld und eine Flugsanddecke gebildet. In dem bewaldeten Gebiet Gauwitzen finden sich auf langen Strecken NW-gerichtete Dünen, daneben kommen im Gebiet Fladig aber auch andere Dünenformen vor (mehrere Einzeldünen und zwei bogige Dünenkämme). | 8000 400 × 20                                                                              | Typ: Dünenfeld Art: Sand                                                                                          | kein Aufschluss                | bedeutend               | Vogelschutzgebiet                                             |                                 |
| Dünen im Spessart E von Sommerach                             | weitere Bilder | 675R002   | Volkach Position                       | Östliche Fränkische Platten  | Das Dünenfeld mit einer großräumigen, 10 m hohen Sicheldüne entstand spät- bis postglazial durch Ausblasen der Maintalschotter. Aus ökologischen Gesichtspunkten handelt es sich um einen bedeutenden Sonderstandort. Im Nordflügel der großen Düne befindet sich eine aufgelassene Sandgrube, die inzwischen zuzuwachsen beginnt. | 15000 500 × 30                                                                             | Typ: Dünenfeld Art: Sand                                                                                          | sonstiger Aufschluss           | bedeutend               | Naturschutzgebiet, FFH-Gebiet, Vogelschutzgebiet              |                                 |
| Eichelsee-Doline am Kreuzberg NNW von Sommerach               | weitere Bilder | 675R003   | Sommerach Position                     | Östliche Fränkische Platten  | Die temporär wassergefüllte Doline am Kreuzberg liegt in Werksandsteinschichten. Sie entstand wohl durch Einbrechen eines Karsthohlraumes in den unterlagernden Gesteinen des Oberen Muschelkalkes. Die Doline ist zu Trockenzeiten verschlammt. | 225 15 × 15                                                                                | Typ: Doline Art: Sandstein, Kalkstein                                                                             | Doline/Erdfall                 | wertvoll                | Landschaftsschutzgebiet                                       |                                 |
| Volkacher Mainschleife                                        | weitere Bilder | 675R004   | Volkach Position                       | Östliche Fränkische Platten  | In der Volkacher Mainschleife umfliesst der Main den Umlaufberg der Vogelsburg. Besonders eindrucksvoll ist der Abschnitt südlich Volkach, wo der Main einen 5 km langen Prall- und Gleithang herauspräpariert hat. Der zentrale Teil des Prallhangs bildet aufgrund der Südexposition, der Steilheit und des Muschelkalk-Bodens die Voraussetzung für eine der besten Weinlagen Deutschlands (Escherndorfer Lump). | 5000000 5000 × 1000                                                                        | Typ: Bach-/Flusslauf, Prallhang, Umlauf-/Durchbruchsberg Art: Kalkstein                                           | Prallhang/Flussbett/Bachprofil | wertvoll                | Landschaftsschutzgebiet                                       | Bayerns schönste Geotope Nr. 72 |
| Dünenfeld am Sandhügel NNW von Geiselwind                     |                | 675R005   | Geiselwind Position                    | Sandsteinkeuperregion        | Das ausgedehnte Dünenfeld mit z. T. stark ausgeprägtem Relief befindet sich im Wald, es ist kein Sand aufgeschlossen. Der lokale Wanderweg G2, der auch zum Alten Drei-Franken-Stein führt, durchquert das Gebiet. | 480000 800 × 600                                                                           | Typ: Dünenfeld Art: Sand                                                                                          | kein Aufschluss                | bedeutend               | Landschaftsschutzgebiet, Naturpark                            |                                 |
| Dünenfeld NE von Grafenneuses                                 |                | 675R006   | Geiselwind Position                    | Sandsteinkeuperregion        | Die bis zu 15 m hohen Dünenkämme sind als langgestreckte Wälle mit dazwischenliegenden Tälchen voneinander getrennt. Das im Zentralbereich ca. 300 200 m ausgebildete Dünenfeld liegt im Wald. Sand ist nicht aufgeschlossen. Der lokale Wanderweg G1 durchquert das Gebiet. | 210000 700 × 300                                                                           | Typ: Dünenfeld Art: Sand                                                                                          | kein Aufschluss                | wertvoll                | Landschaftsschutzgebiet, Naturpark                            |                                 |
| Gründleinsloch N Castell                                      |                | 675Q002   | Castell (Unterfranken) Position        | Gipskeuperregion             | Das sagenumwobene Casteller Gründleinsloch ist ein schöner Quelltopf und liegt in ansehnlicher Umgebung am Rand eines Feuchtgebietes. Das frequentierte Freizeitgelände mit Kneippanlage ist von einem öffentlichen Parkplatz über einen schön angelegten Pfad in wenigen Minuten erreichbar. | 100 10 x 10                                                                                | Typ: Mineralquelle, Verengungsquelle Art: Gips, Tonmergel                                                         | kein Aufschluss                | wertvoll                | kein Schutzgebiet                                             |                                 |
| Ehem. Steinbruch NNE von Ansbach                              |                | 677A001   | Roden Position                         | Spessart                     | Der ehemalige Abbau im Wellenkalk wurde zeitweise als Lagerplatz genutzt. Auf der freigelegten Schichtoberfläche der Oolithbank Alpha tritt ein lockeres Fossilienpflaster mit verschiedenen Besonderheiten auf. | 3200 80 × 40                                                                               | Typ: Tierische Fossilien, Gesteinsart Art: Kalkstein                                                              | Steinbruch                     | wertvoll                | kein Schutzgebiet                                             |                                 |
| Buntsandstein-Profil WSW von Gambach                          |                | 677A004   | Karlstadt Position                     | Westliche Fränkische Platten | Der Aufschluss ist Teil des Profils an der Gambacher Steige. An dem durch einen Fußweg gequerten Aufschluss ist die Schichtenfolge vom Felssandstein bis zum Thüringischen Chirotheriensandstein dokumentiert. Besonders bemerkenswert sind die Karneol-Dolomit-Schichten in einer besonderen Erhaltung mit fossilem Bodenhorizont und Wurzelröhren. Der Solling-Sandstein zeigt eine typische Ausbildung mit fluviatilen Sedimentstrukturen. | 40 20 × 2                                                                                  | Typ: Typlokalität, Schichtfolge, Sedimentstrukturen, Tierische Fossilien, Fossiler Boden Art: Sandstein           | Steinbruch                     | besonders wertvoll      | Naturschutzgebiet, FFH-Gebiet                                 |                                 |
| Ehem. Muschelkalkbruch am Geiersberg NW von Birkenfeld        |                | 677A005   | Birkenfeld Position                    | Westliche Fränkische Platten | In dem aufgelassenen Steinbruch ist der obere Teil des Unteren Muschelkalks aufgeschlossen. Die erschlossene Schichtenfolge beginnt im Liegenden der Spiriferinabank und endet im Niveau der 1. Schaumkalkbank. Diese 1. Schaumkalkbank zeigt eine diagenetische Unterbank mit Schrumpfungsrissen und Bohrspuren. Die Wellenkalkfolgen beinhalten Rutschungsstrukturen, die bis zur völligen Auflösung der Schichtung und zu einem konglomeratischen Habitus entwickelt sein können. | 800 40 × 20                                                                                | Typ: Gesteinsart, Schichtfolge, Tierische Fossilien Art: Kalkstein                                                | Steinbruch                     | bedeutend               | kein Schutzgebiet                                             |                                 |
| Ehem. Gipsbruch N von Stetten                                 |                | 677A006   | Karlstadt Position                     | Westliche Fränkische Platten | Die ehemalige Gipsgrube zeigt die Schichtenfolge von den Orbicularis-Schichten des Unteren Muschelkalks bis zu Residualtonen und -mergeln des Mittleren Muschelkalks. Es dominieren dolomitische Kalkmergel und ausgelaugte Zellendolomite der basalen Schichten des Mittleren Muschelkalks. An der Basis des Mittleren Muschelkalks wurde das Stettener Konglomerat identifiziert, ein intraklastenreicher Kalkstein mit zahlreichen Vertebratenresten, dessen Typuslokalität der Aufschluss ist. | 7500 150 × 50                                                                              | Typ: Schichtfolge, Gesteinsart, Tierische Fossilien Art: Kalkstein                                                | Steinbruch                     | wertvoll                | FFH-Gebiet                                                    |                                 |
| Ehem. Steinbruch am Grainberg S von Gambach                   | weitere Bilder | 677A007   | Karlstadt Position                     | Westliche Fränkische Platten | In dem aufgelassenen Bruch sind die untersten Schichten des Unteren Muschelkalks vom Grenzgelbkalkstein bis zur Wellenkalkfolge 1 aufgeschlossen. Oberhalb des Grenzgelbkalksteins sind mehrere Festgründe und Hartgründe entwickelt, die teilweise fossil verbohrt sind (Bohrwürmerbank). | 100 20 × 5                                                                                 | Typ: Schichtfolge, Gesteinsart, Tierische Fossilien Art: Kalkstein                                                | Steinbruch                     | besonders wertvoll      | Naturschutzgebiet, FFH-Gebiet                                 |                                 |
| Muschelkalkprofil Kalbenstein SE von Gambach                  | weitere Bilder | 677A009   | Karlstadt Position                     | Westliche Fränkische Platten | Am ehemaligen Prallhang des Mains ist nahezu der gesamte Untere Muschelkalk in typischer Ausbildung mit detaillierter Schichtenfolge erschlossen. Diese ist vom Wanderweg einsehbar. Ein Klettersteig führt durch die Wand. Verwerfungen sind für häufige Felsstürze verantwortlich, die vor der Wand eine spezifische morphologische Situation erzeugten. Die Hänge des Kalbensteins und des Grainbergs tragen Kalktrockenrasen und Trockenwaldvegetation. | 220000 2000 × 110                                                                          | Typ: Schichtfolge, Felswand/-hang, Felssturz, Karst-Horizontalhöhle, Prallhang Art: Kalkstein                     | Prallhang/Flussbett/Bachprofil | wertvoll                | Naturschutzgebiet, FFH-Gebiet                                 | Bayerns schönste Geotope Nr. 35 |
| Ehem. Steinbruch NE von Himmelstadt                           |                | 677A010   | Karlstadt Position                     | Westliche Fränkische Platten | In dem ehemaligen Steinbruch ist die Schichtenfolge von der Wellenkalksteinfolge 3 bis zur Wellenkalksteinfolge 4 aufgeschlossen. Mehrere Horizonte zeigen Rutschungserscheinungen einschließlich Sigmoidalklüftung. Eine parallel zum Main verlaufende komplexe Störung ist als Abschiebung mit Y-förmiger Grabenscholle als Resultat einer mehrphasigen Beanspruchung. | 3600 120 × 30                                                                              | Typ: Störung, Gesteinsart, Schichtfolge, Sedimentstrukturen Art: Kalkstein                                        | Steinbruch                     | bedeutend               | FFH-Gebiet                                                    |                                 |
| Ehem. Tongrube NE von Wiesenfeld                              |                | 677A012   | Karlstadt Position                     | Spessart                     | Die ehemalige Tongrube der Ziegelei Wiesenfeld ist ein nach Westen gerichteter Aufschluss in den Oberen Röttonsteinen, wobei die untere Hälfte der Aufschlusswand größtenteils verstürzt ist. Innerhalb der dominierenden Abfolge von violettroten mergeligen Ton- und Schluffsteinen sind weißliche Dolomit- und Feinsandlagen sowie grünliche Reduktionshorizonte erkennbar. Feinstratigraphisch sind auch Sedimentationszyklen in den Playa-Ablagerungen feststellbar. | 4800 160 × 30                                                                              | Typ: Gesteinsart Art: Tonstein, Schluffstein                                                                      | Steinbruch                     | wertvoll                | kein Schutzgebiet                                             |                                 |
| Straßenaufschluss und Steinbruch SW von Marktheidenfeld       |                | 677A013   | Marktheidenfeld Position               | Spessart                     | Entlang der Straße am südlichen Ortsende von Marktheidenfeld sind am rechtsmainischen Prallhang die Schichtenfolge der Hardegsen-Wechselfolge und der hangende Felssandstein aufgeschlossen. Im Straßenniveau sind etliche Felsenkeller in die Sandsteine vorgetrieben. Der höphere Teil der Hardegson-Wechselfolge ist in einem ehemaligen Steinbruchbereich erschlossen, in dem Schichtflächen teilweise von Spurenfossilien übersät sind. | 9000 300 × 30                                                                              | Typ: Schichtfolge, Gesteinsart, Tierische Fossilien Art: Sandstein, Schluffstein                                  | Steinbruch                     | wertvoll                | Landschaftsschutzgebiet, Naturpark                            |                                 |
| Straßenaufschluss S von Tiefenthal                            |                | 677A014   | Erlenbach bei Marktheidenfeld Position | Westliche Fränkische Platten | Das Straßenprofil erschließt die Schichtenfolge des Unteren Muschelkalks vom Niveau des Spiriferinabank bis zu den Schaumkalkbänken. In einigen der Wellenkalk-Pakete sind deutliche Rutschungserscheinungen zu erkennen, die interessante sedimentologische Aspekte dokumentieren. | 1000 100 × 10                                                                              | Typ: Schichtfolge, Gesteinsart Art: Kalkstein                                                                     | Böschung                       | bedeutend               | kein Schutzgebiet                                             |                                 |
| Stelzenbachschlucht S von Burg Rothenfels                     |                | 677A015   | Rothenfels Position                    | Spessart                     | Das weitgehend natürliche Hangprofil unter der Burg Rothenfels erschließt die Schichtenfolge des Mittleren Buntsandsteins vom Niveau der Hardegsen-Wechselfolge bis zum Felssandstein und lateral bis zum Solling-Sandstein. Die Abfolge dokumentiert die Variabilität in der lithologischen Ausbildung und dem sedimentologischen Inventar der Sandstein-Pakete. | 8000 200 × 40                                                                              | Typ: Schichtfolge, Gesteinsart Art: Sandstein                                                                     | Hanganriss/Felswand            | wertvoll                | Naturpark                                                     |                                 |
| Felsen am Bahnhof Partenstein                                 |                | 677A016   | Partenstein Position                   | Spessart                     | Das Profil am Bahnhof von Partenstein erschließt den Dickbank-Sandstein (ehemals Unterer Miltenberger Sandstein, Calvörde-Formation). Der Sandstein ist fein- bis mittelkörnig, tonig-eisenschüssig, teils schwach quarzitisch gebunden, blassviolettrot, teils weißgeflammt. In einigen Partien sind typische fluviatile Sedimentstrukturen zu erkennen (bankinterne Schrägschichtungskörper, Akkumulationen von Tongallen, Schleifmarken). | 1000 100 × 10                                                                              | Typ: Schichtfolge, Gesteinsart Art: Sandstein                                                                     | Böschung                       | wertvoll                | Naturpark                                                     |                                 |
| Muschelkalkbruch an der Langen Lage W von Karlburg            |                | 677A017   | Karlstadt Position                     | Westliche Fränkische Platten | Der kleine, ehemalige Muschelkalk-Steinbruch erschließt die Schichtenfolge des Unteren Muschelkalks von der Wellenkalkfolge 7 bis zum Hangenden der 2. Schaumkalkbank. An den ehemaligen Abbauwänden ist die ablagerungsgeschichtliche Entwicklung mit deutlichen Rutschungen und Injektionsgefügen beispielhaft erhalten. | 1800 60 × 30                                                                               | Typ: Schichtfolge, Gesteinsart Art: Kalkstein                                                                     | Steinbruch                     | bedeutend               | kein Schutzgebiet                                             |                                 |
| Tongrube NE von Wiesenfeld                                    |                | 677A018   | Karlstadt Position                     | Spessart                     | In der Tongrube wurden Röttonsteine und Myophorienschichten des Oberen Buntsandsteins abgebaut. Die Grube ist der eindrucksvollste und besterhaltene Aufschluss in dieser Schichtfolge in Bayern. Einzigartig ist hier die Vulgaris-Costata-Bank aufgeschlossen, die eine überregional wichtige Zeitmarke im Oberen Buntsandstein darstellt. In ihr kommen die Muscheln Costatoria costata und Myophoria vulgaris gemeinsam vor. | 15000 150 × 100                                                                            | Typ: Standard-/Referenzprofil, Schichtfolge, Tierische Fossilien Art: Tonstein                                    | Lehmgrube/Tongrube/Mergelgrube | besonders wertvoll      | kein Schutzgebiet                                             |                                 |
| Ehem. Sandsteinbruch Steinernes Haus W von Lohr               |                | 677G001   | Rechtenbach Position                   | Spessart                     | Bei dem ehemaligen Sandsteinabbau wurde viel Abraum in Hügeln um den Bruch gelagert. An der Hangkante sind große Felssandsteinplatten freigestellt, die deutliche Schrägschichtungskörper aufweisen. Unter den Blöcken wurde das Lockermaterial ausgeräumt und ein Hohlraum erweitert, davor liegen Reste einer Plattform bzw. Buntwehr. Diese Unterkunft dürfte von Steinbrucharbeitern bzw. Köhlern genutzt worden sein. | 8000 200 × 40                                                                              | Typ: Steinbruch/Grube, Gesteinsart Art: Sandstein                                                                 | Steinbruch                     | wertvoll                | Landschaftsschutzgebiet, FFH-Gebiet, Vogelschutzgebiet        |                                 |
| Ehem. Schwerspatabbau W von Rechtenbach                       |                | 677G002   | Forst Lohrerstraße Position            | Spessart                     | Vom ehemaligen Schwerspatabbau sind lediglich Abraumhalden sowie das verstürzte Mundloch zu erkennen. Im Material der Bergehalden findet man noch viele Stücke von Schwerspat und Begleitmineralen. 300 m südwestlich und höher am Hang in der Kurve des Forstwegs liegen auf der Halde eines Schurfs eigenartige Baryt-Brekzien, bei denen es sich wohl um frühe Gussversuche eines Kunststeins handelt. Während des Zweiten Weltkriegs wurde der Stein für schwere Mastfundamente verwendet. Heute werden Strahlenschutzräume daraus gebaut. | 1400 70 × 20                                                                               | Typ: Stollen, Halde Art: Sandstein                                                                                | Tunnel/Stollen/Schacht         | bedeutend               | Landschaftsschutzgebiet, FFH-Gebiet, Vogelschutzgebiet        |                                 |
| Schwerspatgrube Erichstollen NE von Partenstein               | weitere Bilder | 677G003   | Partenstein Position                   | Spessart                     | Die seit 1964 stillgelegte Anlage am Erichstollen dokumentiert Reste des bedeutendsten Schwerspatabbaus im Spessart. Näheres vermittelt das kleine Bergbaumuseum im alten Schulgebäude neben dem Rathaus von Partenstein. Der Stollen wurde 1919 bis 1922 über 520 m vom Marienschacht als Abfuhrstollen der 37-m-Sohle des produktiven Erichstollen aufgefahren, um den Schwerspat auf Loren leichter aus dem Berg zu holen und über das Schnepfenthal abtransportieren zu können. Um das Stollenmundloch sind Reste der Mineralisation an einem NW-SE streichenden Gang zu sehen. Im Haldenmaterial des nahe gelegenen Verladebunkers sind noch Schwerspat-Stücke zu finden. | 4500 150 × 30                                                                              | Typ: Stollen, Halde, Mineralien Art: Gangmineralisation, Sandstein                                                | Tunnel/Stollen/Schacht         | wertvoll                | Landschaftsschutzgebiet, Naturpark                            |                                 |
| Heidenloch NW von Birkenfeld                                  |                | 677H001   | Birkenfeld Position                    | Westliche Fränkische Platten | Die relativ große Karsthöhle im Wellenkalk (Schichten unter der 2. Schaumkalkbank ausgeaugt) ermöglicht Rückschlüsse auf die Landschaftsgeschichte. Nach etwa 40 m Länge Verfüllung mit Höhlenlehm. Nach einem tödlichen Unfall wurde die Höhle mit einem Gitter verschlossen. | 54 30 × 2                                                                                  | Typ: Karst-Horizontalhöhle Art: Kalkstein                                                                         | Hanganriss/Felswand            | wertvoll                | Naturdenkmal                                                  |                                 |
| Schächerloch NE von Bischbrunn                                |                | 677H002   | Esselbach Position                     | Spessart                     | Das Schächerloch ist eine Klufthöhle im Sollingsandstein, die künstlich erweitert wurde. Der Eingang in dem Felsenmeer-Areal besteht aus einem unscheinbaren, rechteckigen Loch, das in einen zwei Meter tiefen Schacht führt, von wo aus die ca. 15 m lange Spaltenhöhle ihren Ausgang nimmt. Die Höhle wurde seit dem Neolithikum genutzt und soll u. a. dem deutschen Kaiser Heinrich IV. als Unterschlupf gedient haben. | 30 15 × 2                                                                                  | Typ: Kluft-/Tektonische Höhle Art: Sandstein                                                                      | Hanganriss/Felswand            | wertvoll                | Naturdenkmal, Landschaftsschutzgebiet, Naturpark              |                                 |
| Quelltopf Kühles Loch W von Münster                           | weitere Bilder | 677Q001   | Eußenheim Position                     | Westliche Fränkische Platten | Das Kühle Loch ist ein von mehreren Quellen im Unteren Muschelkalk gespeister, ca. 25 m langer Quellkopf, der zu den ergiebigsten in Unterfranken gehört. Der Quelltrichter ist vermutlich etwa 4 m tief, die Wassertemperatur liegt während des gesamten Jahres relativ konstant zwischen 8 und 12 °C. | 300 25 × 12                                                                                | Typ: Verengungsquelle Art: Kalkstein                                                                              | kein Aufschluss                | wertvoll                | Naturdenkmal                                                  |                                 |
| Tufffelsen und Tuffhöhle am Schlossberg Homburg               |                | 677R001   | Triefenstein Position                  | Spessart                     | Der Aufschluss an der Straße zeigt ein Profil von den Unteren Röttonsteinen über den Rotquarzit zu den Oberen Röttonsteinen des Oberen Buntsandsteins. Die mesozoischen Schichten sind im unteren Bereich von mächtigen holozänen Kalksinterablagerungen überdeckt, in denen Pflanzen- und Tierreste eingebettet sind. Das kalkgesättigte Wasser entstammt der Burgquelle, die oberhalb den hangenden Schichten des Unteren Muschelkalks entspringt. | 3200 80 × 40                                                                               | Typ: Sinterbildung, Tuffhöhle, Pflanzliche Fossilien, Tierische Fossilien, Schichtquelle Art: Sandstein, Kalktuff | Hanganriss/Felswand            | wertvoll                | Naturdenkmal, Naturpark                                       |                                 |
| Kalktuffwand im Klingelbachgraben W von Lengfurt              | weitere Bilder | 677R002   | Triefenstein Position                  | Spessart                     | An der Hangkante zum Maintal liegt das tief eingeschnittene Bachtal, das im Bereich des Plattensandsteins schluchtartige Einschnitte besitzt. Eine bis zum Talgrund reichende Kalktufftapete wird von Wässern der Quellaustritte im Rötton gebildet und bildet eine Halbhöhle. Die Schichtfolge ist fast vollständig aufgeschlossen. Der dichte Hang- und Schluchtwald ist Teil eines 170 ha großen Landschaftsschutzgebietes. | 6000 150 × 40                                                                              | Typ: Sinterbildung, Schlucht, Schichtfolge Art: Kalktuff, Sandstein                                               | Prallhang/Flussbett/Bachprofil | bedeutend               | Naturdenkmal, Landschaftsschutzgebiet, FFH-Gebiet             |                                 |
| Doline Soll-See WNW von Johannishof                           |                | 677R003   | Birkenfeld Position                    | Westliche Fränkische Platten | Die Auslaugung von Gips im Mittleren Muschelkalk verursachte die Bildung von Karsthohlformen in der Umgebung des Johannishof. Der Soll-See entstand durch Verschlammung einer großen Doline und bildet heute einen flachen, episodisch Wasser führenden Tümpel, der von dichtem Buschwerk und Bäumen umgeben ist. | 1200 40 × 30                                                                               | Typ: Doline Art: Kalkstein                                                                                        | kein Aufschluss                | bedeutend               | kein Schutzgebiet                                             |                                 |
| Felsfundamente der Karlsburg W von Karlstadt                  | weitere Bilder | 677R004   | Karlstadt Position                     | Westliche Fränkische Platten | Unterhalb der Karlsburg ist die Schichtenfolge des Unteren Muschelkalks aufgeschlossen. Dort treten die Schaumkalkbänke als charakteristische Gesimsbildner auf. Im unteren Bereich der Felswand sind in den Wellenkalkfolgen Rutschungserscheinungen des semikonsolidierten Sediments dokumentiert. | 20000 200 × 100                                                                            | Typ: Felswand/-hang, Gesteinsart, Schichtfolge, Sedimentstrukturen Art: Kalkstein                                 | Hanganriss/Felswand            | wertvoll                | kein Schutzgebiet                                             |                                 |
| Maintalprallhang SE von Karlstadt                             | weitere Bilder | 677R005   | Karlstadt Position                     | Westliche Fränkische Platten | Zwischen Retzbach und Karlstadt sind weite Teile der Maintalhänge als Steilwände ausgebildet. Im oberen Bereich sind die Schaumkalkbänke aufgeschlossen und bilden auffällige Gesimse. Darüber tritt im Bereich der Orbicularis-Schichten und der wenig verwitterungsresistenten Gesteine des Mittleren Muschelkalks eine Hangverflachung ein. Diese Flächen werden als Reblagen genutzt. Darüber treten die Schichten des Oberen Muschelkalks auf. | 3600 120 × 30                                                                              | Typ: Prallhang Art: Kalkstein                                                                                     | Prallhang/Flussbett/Bachprofil | wertvoll                | FFH-Gebiet                                                    |                                 |
| Mainprallhang Kallmuth N von Homburg                          | weitere Bilder | 677R006   | Triefenstein Position                  | Westliche Fränkische Platten | Oberhalb der berühmten Weinlage Homburger Kallmuth sind die obersten Schichten des Buntsandsteins und die basalen Schichten des Muschelkalks aufgeschlossen. Bemerkenswert ist die Schichtenfolge der selten aufgeschlossenen oberen Myophorienschichten des Röt und die komplette Abfolge im Grenzgelbkalkstein. Die Weinberge liegen auf den Röttonsteinen. Dies ist die einzige Stelle in Unterfranken, an der die Buntsandstein-Muschelkalk-Grenze lückenlos aufgeschlossen ist. | 40000 400 × 100                                                                            | Typ: Prallhang, Schichtfolge Art: Kalkstein, Tonstein, Mergelstein                                                | Böschung                       | besonders wertvoll      | Naturschutzgebiet, Landschaftsschutzgebiet, FFH-Gebiet        |                                 |
| Tretstein-Schlucht S von Eidenbacherhof                       | weitere Bilder | 677R007   | Gräfendorf Position                    | Rhön                         | In einem klammartigen Taleinschnitt nördlich der Fränkischen Saale liegt der Wasserriss Tretstein. Der dort fließende Bach exhumierte die verwitterungsresistenten Sandsteinbänke innerhalb der Röt-Folge, so dass einzelne, kleinere Wasserfälle entstanden. Eine Folge etwas höherer Kaskaden entstand im Niveau des Rötquarzits. | 12000 300 × 40                                                                             | Typ: Schlucht, Wasserfall Art: Sandstein                                                                          | Prallhang/Flussbett/Bachprofil | wertvoll                | Naturdenkmal, Landschaftsschutzgebiet, Naturpark              |                                 |
| Ringelbachschlucht NW von Gössenheim                          | weitere Bilder | 677R008   | Gössenheim Position                    | Westliche Fränkische Platten | Der steile, tief eingeschnittene Wasserriss bildet die Entwässerungsrinne der Rötquarzit-Fläche nördlich der unteren Wern. Durch Ausräumung der Unteren Röttonsteine und Unterspülung der unteren Rötquarzit-Bank kommt es zum Abbrechen von Rötquarzitblöcken und zur Blockstrombildung. Die Blöcke zeigen Schrägschichtung und Oszillationsrippeln. | 75000 250 × 300                                                                            | Typ: Blockstrom, Schlucht Art: Sandstein                                                                          | Prallhang/Flussbett/Bachprofil | wertvoll                | Naturdenkmal                                                  |                                 |
| Maintalprallhang SE von Retzbach                              |                | 677R009   | Zellingen Position                     | Westliche Fränkische Platten | Westlich von Retzbach sind die oberen Schichten des Wellenkalks aufgeschlossen. Darin bilden die 1. und die 2. Schaumkalkbank markante Gesimse, die eine natürliche Steilwand verursachen. Eine Hangverflachung oberhalb markiert den Übergang zu den Orbicularis-Schichten im Hangenden. | 200000 1000 × 200                                                                          | Typ: Prallhang, Felswand/-hang Art: Kalkstein                                                                     | Hanganriss/Felswand            | wertvoll                | FFH-Gebiet                                                    |                                 |
| Romberg SE von Sendelbach                                     |                | 677R010   | Lohr am Main Position                  | Spessart                     | Der morphologisch augenfällige ehemalige Umlaufberg des Mains ist weitgehend von ältestpleistozänen bis mittelpleistozänen Schottern bedeckt, die stellenweise auf gut erkennbaren Flussterrassen zu finden sind. Der Berg ist als Naturschutzgebiet geschützt. Ein 1,4 km langer Naturlehrpfad führt durch Sandmagerrasen und Sandäcker. | 650000 1000 × 650                                                                          | Typ: Umlauf-/Durchbruchsberg Art: Sandstein                                                                       | Hanganriss/Felswand            | wertvoll                | Naturschutzgebiet, Landschaftsschutzgebiet, FFH-Gebiet        |                                 |
| Flugsande am Saupürzel NE von Karlstadt                       | weitere Bilder | 677R011   | Karlstadt Position                     | Westliche Fränkische Platten | Am Saupürzel nordöstlich von Karlstadt sind Flugsande verbreitet. Sie gehören zum Bereich der Karlstädter Trockengebiete, die als Naturschutzgebiet ausgewiesen sind. Die Entstehung der Dünen ist am Ort durch Schautafeln verdeutlicht. | 260000 650 × 400                                                                           | Typ: Dünenfeld Art: Sand                                                                                          | kein Aufschluss                | bedeutend               | Naturschutzgebiet, FFH-Gebiet                                 |                                 |
| Umlaufberg Achtelsberg NW von Hafenlohr                       |                | 677R012   | Hafenlohr Position                     | Spessart                     | Der morphologisch augenfällige, etwa 1,5 km lange ehemalige Umlaufberg des Mains wird entlang der Längserstreckung von jungen Talsedimenten des Hafenlohr-Bachs und des Lauter-Grunds begrenzt und erhebt sich ca. 80 m über dieses Auenniveau. Am Achtelsberg können die Terrassen-Niveaus bei 185 m und 200 m über NN nachgewiesen werden, die im Altpleistozän erzeugt wurden. | 1500000 1500 × 1000                                                                        | Typ: Umlauf-/Durchbruchsberg Art: Sandstein                                                                       | Hanganriss/Felswand            | wertvoll                | Landschaftsschutzgebiet, Naturpark                            |                                 |
| Mainschleife bei Urphar                                       |                | 677R013   | Kreuzwertheim Position                 | Spessart                     | Bei Urphar wurde durch den Main sehr eindrucksvoll ein ca. 100 m hoher Prallhang herauspräpariert. Es bildete sich ein 4 km langer und an der schmalsten Stelle nur 450 m breiter Umlaufberg. | 2000000 4000 × 500                                                                         | Typ: Prallhang Art: Sandstein, Tonstein                                                                           | Prallhang/Flussbett/Bachprofil | wertvoll                | Landschaftsschutzgebiet, FFH-Gebiet, Naturpark                |                                 |
| Aufgel. Muschelkalk-Steinbruch am Frohnberg bei Ansbach       |                | 677A019   | Roden Position                         | Westliche Fränkische Platten | Der aufgelassene Muschelkalk-Steinbruch am Westhang des Frohnbergs bei Ansbach erschließt Unteren Muschelkalk. Trotz beginnenden Bewuchses ist an zahlreichen Stellen Unterer Muschelkalk 1 und 2 (Wellenkalk) sowie die Oolithbank Beta 2 aufgeschlossen. Letztere enthält massenhaft tierische Fossilien (Schalenreste), während der Wellenkalk vor allem Spurenfossilien (Bioturbation) aufweist. | 11000 110 × 100                                                                            | Typ: Schichtfolge, Sedimentstrukturen, Tierische Fossilien 4 Spurenfossilien Art: Kalkstein                       | Steinbruch                     | wertvoll                | kein Schutzgebiet                                             |                                 |
| Hölzlesgraben bei Fuchsenmühle                                |                | 677R014   | Karbach Position                       | Spessart                     | Der gut 400 Meter lange und bis zu acht Meter hohe Bachanriss des Hölzlesgrabens bietet im unteren Bereich, unmittelbar oberhalb der Fuchsenmühle Aufschlüsse im Plattensandstein. Selten ist Schrägschichtung zu beobachten. Im obersten Bereich ist Rötquarzit aufgeschlossen, wo sich ein kleinerer Wasserfall gebildet hat. Die Wasserführung ist witterungsbedingt stark schwankend. Gelegentlich sind Pflanzenfossilien (u. a. Wurzeln von Koniferen) zu finden. Aufschlüsse bestehen nur an wenigen Stellen, da die steilen Talflanken stark verrollt und teilweise zugewachsen sind. In der Literatur beschriebene Aufschlüsse von Solling-Sandstein und der Unteren Röttonsteine sind kaum noch vorhanden. Eine auffällige Verbreiterung des Grabens an der Nordflanke (nur wenig unterhalb der Mitte des Hölzlesgrabens) könnte auf Abbautätigkeit zurückzuführen sein, da der anstehende Plattensandstein häufig als Baumaterial Verwendung fand. Annähernd parallel zum Bach verläuft ein Forstweg, der unabhängig von der Wasserführung Einblicke in die Schlucht gewährt.                                | 4300 430 × 10                                                                              | Typ: Schlucht, Gesteinsart, Lagerungsverhältnisse Art: Sandstein, Quarzit                                         | Hanganriss/Felswand            | wertvoll                | Landschaftsschutzgebiet, Naturpark                            |                                 |
| Ehemaliger Steinbruch SW von Reistenhausen                    |                | 676A002   | Collenberg Position                    | Spessart                     | In einer langgestreckten Aufreihung von Steinbrüchen im Maintal zwischen Miltenberg und Stadtprozelten wurde der Miltenberger Sandstein als begehrter Naturstein sehr zahlreich abgebaut. Heute bieten diese verlassenen Steinbrüche Raum für geschützte Arten. Dieser ehemalige Steinbruch wurde deshalb als Naturschutzgebiet ausgewiesen. | 90000 900 × 100                                                                            | Typ: Schichtfolge Art: Sandstein                                                                                  | Steinbruch                     | wertvoll                | Naturschutzgebiet, Landschaftsschutzgebiet, FFH-Gebiet        |                                 |
| Buntsandsteinsaufschluss WSW von Dorfprozelten                |                | 676A005   | Dorfprozelten Position                 | Spessart                     | In einer langgestreckten Aufreihung von Steinbrüchen im Maintal zwischen Miltenberg und Stadtprozelten wurde der Miltenberger Sandstein als begehrter Naturstein sehr zahlreich abgebaut. Aus ein wenig Entfernung ist dieser steile, ehemalige Steinbruch beeindruckend, allerdings ist er als Naturschutzgebiet sehr eingewachsen und eigentlich nicht zugänglich. | 57000 570 × 100                                                                            | Typ: Gesteinsart Art: Sandstein                                                                                   | Steinbruch                     | bedeutend               | Naturschutzgebiet, Landschaftsschutzgebiet, FFH-Gebiet        |                                 |
| Ehem. Steinbrüche WSW von Miltenberg                          |                | 676A006   | Miltenberg Position                    | Odenwald                     | Die großen, alten und aufgelassen Buntsandsteinbrüche bei Miltenberg sind extrem steil und nicht ganz ungefährlich. Am 28. März 2005 stürzte hier eine größere Menge Gesteinsbrocken bis zu einigen Tonnen Gewicht auf das Autohaus und erzeugte erhebliche Schäden. Inzwischen ist der schöne Aufschluss abgesichert. | 12400 310 × 40                                                                             | Typ: Gesteinsart Art: Sandstein                                                                                   | Steinbruch                     | bedeutend               | Landschaftsschutzgebiet, Vogelschutzgebiet, Naturpark         |                                 |
| Ehem. Steinbruch NNW von Großheubach                          |                | 676A007   | Großheubach Position                   | Spessart                     | Nördlich von Großheubach liegt ein ehemaliger Buntsandsteinbruch der aufgrund seiner Nutzung als TRIAL-Trainingsstrecke sehr gepflegt und nicht zugewachsen ist. Die braunroten bis hellvioletten glimmerführenden Fein- bis Mittelsandsteine sind z. T. schwach geroellführend. Sie enthalten Schrägschichtungen, Strömungsrippel und Tongallen. Im oberen Bereich sind Schluff- und Tonsteinlagen zwischengeschaltet. | 6175 95 × 65                                                                               | Typ: Gesteinsart Art: Sandstein                                                                                   | Steinbruch                     | bedeutend               | Landschaftsschutzgebiet, Naturpark                            |                                 |
| Ehem. Buntsandsteinbruch Königswald E von Mömlingen           |                | 676A008   | Mömlingen Position                     | Odenwald                     | Im Königswald östlich von Mömlingen befindet sich ein ausgedehntes Areal mit historischen Steinbrüchen im Unteren Buntsandstein. Der südlich gelegene Steinbruch wird heute als Veranstaltungsort genutzt und weist eine Hütte, sowie einen Grillplatz auf. | 15000 300 × 50                                                                             | Typ: Gesteinsart, Schichtfolge, Sedimentstrukturen Art: Sandstein                                                 | Steinbruch                     | wertvoll                | Landschaftsschutzgebiet, Naturpark                            |                                 |
| Sandsteinbruch W von Bürgstadt                                |                | 676A009   | Bürgstadt Position                     | Spessart                     | Am Mainufer gegenüber Bürgstadt ist in einem alten Steinbruch der Calvoerde-Dickbank-Sandstein (Miltenberger Sandstein) aufgeschlossen. Der Zugang unmittelbar vor dem Geotop ist stark zugewachsen und mit Bändern abgesperrt, aber 3/4 der Wand sind gut erkennbar. | 1000 50 × 20                                                                               | Typ: Gesteinsart Art: Sandstein                                                                                   | Steinbruch                     | bedeutend               | Naturschutzgebiet, Landschaftsschutzgebiet, FFH-Gebiet        |                                 |
| Bodenprofil an der Schwedenschanze WSW von Mömlingen          |                | 676A011   | Mömlingen Position                     | Odenwald                     | Beim Bodenprofil handelt es sich um eine so genannte Sedimentfalle. Hier wurden auf engstem Raum verschiedene Böden freigelegt. Neben Frostkeilen und einem Polygonmusterboden fand man auch Rohlöss mit einem Alter von etwa 17.000 Jahren. Der Aufschluss liegt am Geoparkpfad Feuer und Wasser Mömlingen. | 40 20 × 2                                                                                  | Typ: Fossiler Boden, Schurf, Gesteinsart Art: Löß, Schluff, Sandstein                                             | Schurf                         | bedeutend               | Landschaftsschutzgebiet, Naturpark                            |                                 |
| Mühlhansenloch WSW von Mömlingen                              | weitere Bilder | 676A012   | Mömlingen Position                     | Odenwald                     | Das Mühlhansenloch wird als Maar-Diatrem-Vulkan gedeutet. An der Tuffwand kann man stellenweise auch einen Basaltgang erkennen. Der Aufschluss liegt am Geoparkpfad Feuer und Wasser Mömlingen. | 40 20 × 2                                                                                  | Typ: Gesteinsart, Vulkanschlot Art: Tuff/Tuffit, Basalt                                                           | Schurf                         | wertvoll                | Landschaftsschutzgebiet, Naturpark                            |                                 |
| Unterirdischer Tonabbau E von Klingenberg                     |                | 676G001   | Klingenberg am Main Position           | Spessart                     | Die Stadt Klingenberg betrieb bis Dezember 2011 ein Tonbergwerk, dessen Geschichte mehrere Jahrhunderte zurückreicht. Das Gelände der Tongrube liegt in einer Talsenke. Hier wurde Ton zunächst in Tagebaulöchern und seit Mitte des 18. Jahrhunderts untertage abgebaut. Ihr Vorhandensein verdankt die Tonlagerstätte einem grabenartigen Einbruch in einem gegen Osten einfallenden Buntsandsteinsattel. 2012 wurden Sicherungs- und Verwahrungsarbeiten auf dem Betriebsgelände durchgeführt. Die Stollen sind verschlossen. Am Seitenbach unterhalb des Geländes wurde ein Stollenmundloch aus der Frühzeit des Bergbaus renoviert. Daneben erinnern Schienen, Hunte und ein Förderkorb an den Bergbau. | 60000 300 × 200                                                                            | Typ: Stollen, Störung Art: Ton, Sandstein                                                                         | Tunnel/Stollen/Schacht         | besonders wertvoll      | Landschaftsschutzgebiet, Naturpark                            |                                 |
| Heunesäulen am Haineberg SSW von Kleinheubach                 |                | 676G002   | Miltenberg Position                    | Odenwald                     | Die Heunesäulen sind 7,5 m lang und 1,3 m dick. Sie wurden an Ort und Stelle aus dem Buntsandstein geschlagen und waren vermutlich für den Bau des Mainzer Doms im 11. Jahrhundert bestimmt. Von den ursprünglich 42 Säulen gab es im 18. Jahrhundert noch 14. Heute sind noch 8 Säulen erhalten. | 200 20 × 10                                                                                | Typ: Bearbeiteter Fels Art: Sandstein                                                                             | kein Aufschluss                | wertvoll                | Landschaftsschutzgebiet, Naturpark                            |                                 |
| Basaltgrube am Buchberg SW von Mömlingen                      |                | 676G003   | Mömlingen Position                     | Odenwald                     | Vermutlich 1851 erschloss man im Tagebau zuerst einen vermutlich 5 bis 10 m breiten Basaltgang. Ab 1892 wurde unterirdisch immer wieder Basalt abgebaut. 1928 wurde der Basaltabbau wegen fehlender Finanzmittel eingestellt. Der Tagebau ist mittlerweile verfüllt. Heute ist noch eine Pingenreihe mit Halde sowie ein Tagebau-Versuch erkennbar, der aber den Basalt nicht erreicht hat. Basalt-Aufschlüsse sind nicht vorhanden, Lesesteine von Basalt lassen sich auf den Halden finden. Ein Schacht, der in Verbindung mit dem Unterfahrungsstollen stand, ist noch vorhanden, aber derzeit abgedeckt. | 1000 100 × 10                                                                              | Typ: Pinge/nfeld, Schacht, Halde Art: Basalt                                                                      | Pinge                          | bedeutend               | Landschaftsschutzgebiet, Naturpark                            |                                 |
| Zigeunerhöhle SE von Heppdiel                                 |                | 676H001   | Eichenbühl Position                    | Odenwald                     | Eine abgeglittene, große Sandsteinplatte aus dem Mittleren Buntsandstein liegt schräg aufgestellt am Hang im Wald. Der daraus entstandene Hohlraum wurde als Höhle oder Zufluchtstätte genützt, was an den ausgearbeiteten Nischen im Innenraum zu erkennen ist. | 12 4 × 3                                                                                   | Typ: Überdeckungshöhle Art: Sandstein                                                                             | Block                          | bedeutend               | Naturdenkmal, Landschaftsschutzgebiet, Naturpark              |                                 |
| Zittenfeldener Quelle (Siegfriedquelle) SSE von Amorbach      | weitere Bilder | 676Q001   | Amorbach Position                      | Odenwald                     | Aufgrund der zwischengelagerten Tonschichten im Buntsandstein befinden sich vor allem im Mittleren Buntsandstein viele Quellen. Die Zittenfeldener Quelle ist eine von mehreren Quellen im Odenwald, die Anspruch erhebt, die Siegfriedquelle zu sein, an der Siegfried von Hagen ermordet wurde. Der heutige Quellaustritt ist höhlenartig erweitert. Einige Meter darüber liegt eine weitere, trockengefallene Quellgrotte. | 1000 200 × 5                                                                               | Typ: Schichtquelle Art: Sandstein                                                                                 | Höhle                          | wertvoll                | Naturdenkmal, Landschaftsschutzgebiet, Naturpark              |                                 |
| Röllbachquelle SE von Röllbach                                | weitere Bilder | 676Q002   | Röllbach Position                      | Spessart                     | In der Naherholungsanlage am Röllbachsbrunnen wird die Quellschüttung als Wassertretbecken genutzt. Der Quellaustritt ist eine von vielen Quellen, die aus den Ton/Sandstein Wechselfolgen des Mittleren Buntsandstein entspringen. | 3000 100 × 30                                                                              | Typ: Schichtquelle Art: Sandstein                                                                                 | kein Aufschluss                | bedeutend               | Naturdenkmal, Landschaftsschutzgebiet, Naturpark              |                                 |
| Blockfeld am Hallstein WSW von Weilbach                       |                | 676R001   | Weilbach Position                      | Odenwald                     | Ca. 30 Höhenmeter unterhalb der Hallhöhe liegt in einem abgeholzten und neu bepflanzten Bereich im Wald verteilt eine Ansammlung von größeren, nicht anstehenden Gesteinsblöcken aus Felssandstein. Der größte dieser Blöcke ist mit weißer Schrift als das Naturdenkmal Hallstein gekennzeichnet. Dieser Block ist im Periglazial der Würmeiszeit ca. 50 m vom Anstehenden talwärts gewandert. | 20000 200 × 100                                                                            | Typ: Blockmeer, Felsblock Art: Sandstein                                                                          | Block                          | wertvoll                | Naturdenkmal, Landschaftsschutzgebiet, Naturpark              |                                 |
| Umlaufberg NNE von Faulbach                                   |                | 676R002   | Faulbach Position                      | Spessart                     | Deutlich von dem umgebenden Landschaftsbild der dunklen waldbedeckten Mittelgebirgshügel abgesetzt, liegt bei Faulbach ein oval geformter, von Wiesen begrünter Hügel (Grohberg). Er ist die zurückgebliebene Insel eines früheren Mäanders. Den besten Blick auf diesen Umlaufberg erhält man auf der gegenüberliegenden Mainseite bei Mondfeld. | 935000 1100 × 850                                                                          | Typ: Umlauf-/Durchbruchsberg Art: Lößlehm, Sandstein                                                              | kein Aufschluss                | bedeutend               | Naturschutzgebiet, Landschaftsschutzgebiet, FFH-Gebiet        |                                 |
| Seltenbachschlucht E von Klingenberg                          | weitere Bilder | 676R003   | Klingenberg am Main Position           | Spessart                     | Die Seltenbachschlucht ist eine der wenigen leicht zugänglichen Stellen, wo u. a. Gesteine des Mittleren Buntsandsteins aufgeschlossen sind. Verschiedene Sedimente des Buntsandsteins können an den Felswänden studiert werden. Am oberen Ende der Schlucht befindet sich das Tonbergwerk Klingenberg, in dem besonders reine und hochwertige Spezialtone abgebaut wurden. | 20000 1000 × 20                                                                            | Typ: Gesteinsart, Schichtfolge, Sedimentstrukturen Art: Sandstein                                                 | Prallhang/Flussbett/Bachprofil | wertvoll                | Landschaftsschutzgebiet, Naturpark                            | Bayerns schönste Geotope Nr. 90 |
| Ehem. Basaltbruch Altenfeld NW von Urspringen                 |                | 673A001   | Ostheim vor der Rhön Position          | Rhön                         | Im ehemaligen ausgedehnten Abbaugebiet sind die Aufschlussverhältnisse durch starkes Verwachsen sehr schlecht. Der Bruch dient jedoch als Beispiel für natürliche Sukzession nicht rekultivierter Steinbrüche. | 120000 400 × 300                                                                           | Typ: Gesteinsart Art: Basalt                                                                                      | Steinbruch                     | bedeutend               | Landschaftsschutzgebiet, FFH-Gebiet, Vogelschutzgebiet        |                                 |
| Ehem. Steinbruch Basaltsee NW von Oberelsbach                 | weitere Bilder | 673A003   | Oberelsbach Position                   | Rhön                         | Dieser Aufschluss zeigt typischen, säuligen Basalt der Rhön. Durch den bereits bestehenden Schutzstatus (NSG Rhön) bildeten sich im Bruch Trocken- und Feuchtbiotope. Die Quellaustritte im Aufschluss speisen den Basaltsee. Ehemals waren hier bis zu 12 m hohe Säulen aufgeschlossen, die in den 1930er Jahren abgebaut und zum Dammbau bis nach Holland versandt wurden. Nur noch die obersten Enden der Basaltsäulen sind sichtbar. Erschlossen mit Parkplatz, Kiosk, Grillplatz. | 450 30 × 15                                                                                | Typ: Basaltsäulen, Gesteinsart, Schichtquelle Art: Basalt                                                         | Steinbruch                     | bedeutend               | Naturdenkmal, Naturschutzgebiet, Landschaftsschutzgebiet      |                                 |
| Basaltsee (Silbersee) S von Roth                              | weitere Bilder | 673A004   | Hausen Position                        | Rhön                         | Im zentralen Teil des ehemaligen Basalt-Steinbruchs wurde fächer- bzw. meilerförmiger Säulenbasalt abgebaut. Die massigen Olivin-Basalte zeigen an der SW-Wand säulige Ausbildung. An der tiefsten Stelle der Sohle bildete sich ein See aus, der teilweise von einem malerischen Baumbestand umgeben wird (Picknickplatz und Wanderwege erschließen den Ort). Schöne, palisaden-ähnliche Basaltsäulen entlang des Süd und Südwest-Ufers. | 14000 100 × 140                                                                            | Typ: Basaltsäulen, Felswand/-hang, Gesteinsart Art: Basalt                                                        | Steinbruch                     | wertvoll                | Landschaftsschutzgebiet, FFH-Gebiet, Vogelschutzgebiet        |                                 |
| Ehem. Basaltbruch NNE von Sennhütte                           |                | 673A005   | Fladungen Position                     | Rhön                         | Im ehemaligen Basaltabbau ist an den Steilwänden teilweise auch säulig absondernder Basalt aufgeschlossen. | 21600 120 × 180                                                                            | Typ: Gesteinsart, Basaltsäulen Art: Basalt                                                                        | Steinbruch                     | bedeutend               | Landschaftsschutzgebiet, FFH-Gebiet, Vogelschutzgebiet        |                                 |
| Ehem. Basaltbruch E von Sennhütte                             |                | 673A006   | Fladungen Position                     | Rhön                         | Der gesamte Steinbruchkomplex (ca. drei größere Gewinnungsbereiche) erschließt Tuffe, Basanite und säuligen Basalt. Basalt-Flows lagern z. T. auf Pyroklastiten auf. In diesem Bruch ist interessante Geologie gepaart mit wertvollen Feucht- und Trockenbiotopen. Der gesamte Komplex ist zugewachsen und schlecht begehbar, die beiden Seen sind Fischereigewässer. | 120000 300 × 400                                                                           | Typ: Basaltsäulen, Schichtfolge, Gesteinsart Art: Basalt, Tuff/Tuffit                                             | Steinbruch                     | bedeutend               | Vogelschutzgebiet, Naturpark                                  |                                 |
| Ehem. Basaltbruch WSW von Roth                                |                | 673A007   | Hausen Position                        | Rhön                         | Der ehemalige Steinbruch liegt unmittelbar am Rand des NSG Lange Rhön. Er erschließt Olivinbasalte in massiger Ausbildung. | 20000 100 × 200                                                                            | Typ: Gesteinsart Art: Basalt                                                                                      | Steinbruch                     | bedeutend               | Landschaftsschutzgebiet, FFH-Gebiet, Vogelschutzgebiet        |                                 |
| Ehem. Basaltbruch N von Bischofsheim (am Holzberg)            |                | 673A008   | Bischofsheim in der Rhön Position      | Rhön                         | Der ausgedehnte Basaltbruchkomplex besitzt zwei Hauptabbausohlen. Über der oberen Sohle stehen Basaltsäulen an, die effusive Lava-Decken zeigen (ähnlich denen im benachbarten Bauersberg-Steinbruch), im unteren Bereich wurde z. T. Sperrmüll, teilweise im Grundwasserbereich, abgelagert. | 120000 300 × 400                                                                           | Typ: Gesteinsart, Basaltsäulen Art: Basalt                                                                        | Steinbruch                     | bedeutend               | Landschaftsschutzgebiet, Naturpark                            |                                 |
| Ehem. Muschelkalksteinbruch NW von Hollstadt                  |                | 673A009   | Hollstadt Position                     | Nördliche Fränkische Platten | Der ehemalige Bruch erschließt einen Abschnitt des Unteren Muschelkalks mit der Oolithbank Beta 2 unter der Oberkante. Die Hauptwand, die durch eine einzige große Kluftfläche gebildet wird, zeigt eine Karstschlotte und hervorragend durch die Verwitterung herauspräparierte primäre Sedimentstrukturen (sedimentäre Rutschungen, Schrägschichtung, Bioturbation). Seit der Erstaufnahme schon stark mit Gebäuden zugebaut. | 1000 50 × 20                                                                               | Typ: Sedimentstrukturen, Gesteinsart, Karstschlot, Karstspalte Art: Kalkstein                                     | Steinbruch                     | wertvoll                | kein Schutzgebiet                                             |                                 |
| Tongrube ENE von Kleinbardorf                                 |                | 673A010   | Bad Königshofen im Grabfeld Position   | Haßberge-Region              | Aufgeschlossen ist der oberste Abschnitt der Myophorien-Schichten, bestehend aus abwechselnd blaugrünlichen und rotbraunen Tonschluffsteinen mit darin eingeschalteten harten dolomitischen Mergelbänkchen (Steinmergel). Die aufgeschlossene Bruchtektonik ist eine typische (germanotype oder saxonische) Ausweichstektonik. Der Aufschluss ist die Typlokalität der Grabfeld-Formation. | 1600 80 × 20                                                                               | Typ: Typlokalität, Störung, Schichtfolge Art: Tonmergelstein                                                      | Lehmgrube/Tongrube/Mergelgrube | besonders wertvoll      | Landschaftsschutzgebiet, Naturpark                            |                                 |
| Aufschluss am Judenhügel NE von Sulzfeld                      |                | 673A011   | Sulzfeld Position                      | Haßberge-Region              | In einem Hohlweg auf der Anhöhe sind tonig-mergelige Schichten des Mittleren bis Oberen Burgsandsteins (Beckenfazies) in leicht (20°) geneigter Lagerung gut aufgeschlossen. Sie werden durch Steinmergelbänke mit dazwischen gelagerten graugrünlichen und rotbraunen Tonschluffsteinen gekennzeichnet. Typisch sind die graugrünlichen (chemisch-reduzierten?) Tonschluffstein-Einschaltungen jeweils direkt unterhalb der Steinmergelbänke. | 800 80 × 10                                                                                | Typ: Schichtfolge, Gesteinsart Art: Tonmergelstein                                                                | Böschung                       | wertvoll                | Landschaftsschutzgebiet, Naturpark                            |                                 |
| Basaltprismenwand am Gangolfsberg WNW von Urspringen          | weitere Bilder | 673A016   | Oberelsbach Position                   | Rhön                         | Holzstapelartig übereinander liegende Basaltsäulen (ca. 30–40 cm Durchmesser). Spektakulär gut aufgeschlossen und sichtbar. Infotafel am Wandfuß. Mittelgroßes Blockmeer rechts der Prismenwand. Sehr seltener Aufschlusstyp. Ca. 50 m westlich rechts des Pfades kleiner Aufschluss mit Kontakt Basalt/Tuff, Schlacke. Evtl. Rest eines Schlackekegels? | 150 30 × 5                                                                                 | Typ: Basaltsäulen, Kontakt, Gesteinsart Art: Basalt, Tuff/Tuffit                                                  | Hanganriss/Felswand            | wertvoll                | Naturschutzgebiet, Landschaftsschutzgebiet, FFH-Gebiet        |                                 |
| Brend-Anschnitt NW von Schönau                                |                | 673A017   | Schönau an der Brend Position          | Rhön                         | Der 10 m hohe Aufschluss im Steilufer der Brend zeigt einen Teil der Volpriehausen-Wechselfolge. Er stellt den einzigen größeren Aufschluss in dieser Schichtfolge in der gesamten Region dar. | 0 keine Angabe                                                                             | Typ: Schichtfolge, Sedimentstrukturen Art: Sandstein, Tonstein, Schluffstein                                      | Prallhang/Flussbett/Bachprofil | wertvoll                | Landschaftsschutzgebiet, FFH-Gebiet, Naturpark                |                                 |
| Gipsmergel-Aufschluss an der Altenburg SE von Trappstadt      |                | 673A019   | Trappstadt Position                    | Haßberge-Region              | Unterhalb des Plateaus der Altenburg, das aus Schichten des Coburger Sandsteins gebildet wird, ist der Heldburger Gipsmergel aufgeschlossen. Hier wurde früher eine Gipslinse abgebaut. Heute ist nur noch ein kleiner Aufschluss vorhanden, der von standorttypischen und seltenen Pflanzen bewachsen ist. | 120 30 × 4                                                                                 | Typ: Gesteinsart, Sedimentstrukturen Art: Gips, Mergelstein                                                       | Tagebau                        | bedeutend               | Naturschutzgebiet, Landschaftsschutzgebiet, FFH-Gebiet        |                                 |
| Aufgel. Rhätsandsteinbruch SE von Johanneshof                 |                | 673A020   | Sulzfeld Position                      | Haßberge-Region              | Der aufgelassene Steinbruch an der Feriensiedlung liegt im unteren Teil des Rhät. Besonders ins Auge springt im Steinbruch eine dichte Schar von Klüften und Verwerfungen, die die Sandsteinschichten regelrecht in Dominosteine zerbrechen. Zum Teil sind die Sandsteinbänke auch verkippt und schief gestellt. In den obersten Partien des Sandsteins findet sich die Brackwassermuschel Haßbergia haßbergensis. Infotafel Nr. 15 der Georoute Haßberge. | 250 25 × 10                                                                                | Typ: Störung, Tierische Fossilien, Gesteinsart Art: Sandstein                                                     | Steinbruch                     | wertvoll                | Landschaftsschutzgebiet, Vogelschutzgebiet, Naturpark         |                                 |
| Aufgelassene Tongrube S von Großbardorf                       |                | 673A021   | Großbardorf Position                   | Haßberge-Region              | Aufgeschlossen sind die Schichten der Grabfeld-Formation mit ihren abwechselnden blaugrünen und rotbraunen Ton-Schluffsteinen. Darin eingeschaltet sind harte dolomitische Steinmergelbänkchen. Die markante Bank im obersten Bereich ist die so genannte Beta-Bank. | 1200 120 × 10                                                                              | Typ: Schichtfolge, Sedimentstrukturen Art: Ton, Mergelstein                                                       | Lehmgrube/Tongrube/Mergelgrube | wertvoll                | kein Schutzgebiet                                             |                                 |
| Aufgelassener Schilfsandsteinbruch NNW von Eyershausen        |                | 673A022   | Bad Königshofen im Grabfeld Position   | Haßberge-Region              | Die Abbauwände dokumentieren einen mächtigen und homogenen Sandstein, der von schräg verlaufenden Klüften durchzogen ist. Die Trennfuge, die den Sandstein teilt, ist nur gering ausgebildet. Der Steinbruch liegt im Zentrum einer ehemaligen Flußrinne. Am unteren Zugang zum Bruch ist der Übergang zu den Mittleren Estherienschichten aufgeschlossen. Der obere Teil wurde durch das Flusssystem ausgeräumt. | 8100 90 × 90                                                                               | Typ: Gesteinsart Art: Sandstein                                                                                   | Steinbruch                     | wertvoll                | Landschaftsschutzgebiet, FFH-Gebiet, Vogelschutzgebiet        |                                 |
| Gipshügel SE von Alsleben                                     | weitere Bilder | 673A023   | Trappstadt Position                    | Haßberge-Region              | Im Naturschutzgebiet südöstlich von Alsleben ist auf einer Fläche von etwa 200 200 Meter eine ausgeprägte Subrosionslandschaft erhalten. Zahlreiche Unebenheiten stellen die Hinterlassenschaften der Auslaugung von Gips (Gipskarst) aus dem Gipskeuper dar. Im weiteren Umfeld sind infolge einer intensiven Landwirtschaft keine Zeugnisse der Subrosion mehr erkennbar. Gelegentlich sind auf den Ackerflächen aber noch kleinere Belegstücke von Gips zu finden. | 40000 200 × 200                                                                            | Typ: Subrosionslandschaft, Doline, Erdfall, Schichtstufe Art: Gips                                                | Hanganriss/Felswand            | wertvoll                | Naturschutzgebiet, Landschaftsschutzgebiet, Naturpark         |                                 |
| Ehem. Basaltbruch am Nordhang des Kreuzberges                 |                | 673A024   | Bischofsheim in der Rhön Position      | Rhön                         | Der kleine im Abhang gelegene Basaltsteinbruch zeigt äußerst regelmäßige, wie mit dem Lineal gezogene Basaltsäulen. Der Steinbruch wächst rasch zu. | 400 20 × 20                                                                                | Typ: Gesteinsart, Basaltsäulen Art: Basalt                                                                        | Steinbruch                     | bedeutend               | Landschaftsschutzgebiet, FFH-Gebiet, Vogelschutzgebiet        |                                 |
| Ehemaliger Basaltbruch Steinernes Haus 2                      |                | 673A025   | Oberelsbach Position                   | Rhön                         | Ehemaliger Abbau von Basaltsäulen, die in den teilweise verwachsenen bis 8 Meter hohen Aufschlusswänden in horizontaler bis vertikaler Stellung anstehen. Im Spätsommer 2010 wurden Teilgebiete des Aufschlusses entholzt. Ungewöhnlich ist das Vorkommen des Sumpf-Herzblattes (Parnassia palustris), einem Anzeiger für feuchte Standorte, welches eher kalkig-mergelige Standorte bevorzugt. Möglicherweise deutet dies auf Verfüllung mit Fremdmaterial hin. | 17500 175 × 100                                                                            | Typ: Gesteinsart, Basaltsäulen Art: Basalt                                                                        | Steinbruch                     | bedeutend               | Naturschutzgebiet, Landschaftsschutzgebiet, FFH-Gebiet        |                                 |
| Sandgrube S von Wollbach                                      |                | 673A026   | Wollbach Position                      | Rhön                         | Die Sandgrube befindet sich im Besitz der Gemeinde und schließt ein ca. 4 m mächtiges Sandvorkommen auf. Privatpersonen dürfen nach Rücksprache mit der Gemeindeverwaltung Sand für nichtgewerbliche Zwecke entnehmen. Der kreuzgeschichtete Sand enthält unregelmäßige, geringmächtige Zwischenlagen von hellgrauem plastischen Ton. Am nördl. Abbaustoß finden sich Brutröhren von Hautflüglern (vermutl. Solitärbienen). Im östl. Bereich gibt es eine selten austrocknende Ansammlung von Oberflächenwasser. Ca. 500 m nordwestl. Befindet sich eine weitere Sandgrube. Diese wird sporadisch betrieben. Sie ist eingezäunt, ihr Betreten ist verboten. In den dortigen Tonlinsen wurden Relikte von Blättern, Früchten und Samen gefunden, die eine stratigraphische Zuordnung in das Pliozän zulassen. Die organische Substanz wurde durch zirkulierende Wässer aufgelöst, sodass lediglich Abdrücke erhalten blieben. Es wird angenommen, dass es sich um Ablagerungen einer Ur-Saale mit flussbegleitendem Auwald handelt. Somit wird hier eines der ältesten bekannten Flusssysteme Nordbayerns dokumentiert. | 2700 90 × 30                                                                               | Typ: Pflanzliche Fossilien, Tagebau Art: Sand, Ton                                                                | Kiesgrube/Sandgrube            | besonders wertvoll      | kein Schutzgebiet                                             |                                 |
| Frickenhäuser See ESE von Frickenhausen                       | weitere Bilder | 673R001   | Mellrichstadt Position                 | Nördliche Fränkische Platten | Der fast kreisrunde, zu- und abflusslose Frickenhäuser See, der einzige natürlich entstandene See im nördlichen Unterfranken, liegt auf einer Verwerfung, die eine ca. 20 Grad nach SW einfallende Schichttafel aus Unterem Muschelkalk im NE von Oberen Buntsandstein im SW trennt. Da die Hälfte des Sees im Bereich des ehemals vorhandenen Unteren Muschelkalks liegt, muss dieser aufgelöst worden sein. Ob die fundamentale Ursache eine Auslaugung von Zechsteinsalz ist, muss offen bleiben. | 22500 150 × 150                                                                            | Typ: Erdfall, Gesteinsart Art: Kalkstein                                                                          | Hanganriss/Felswand            | besonders wertvoll      | Naturdenkmal, Landschaftsschutzgebiet                         | Bayerns schönste Geotope Nr. 12 |
| Basaltblockmeer Johannisfeuer am Kreuzberg                    | weitere Bilder | 673R002   | Bischofsheim in der Rhön Position      | Rhön                         | Unmittelbar östlich des Sendemastes liegt ein weites Blockmeer aus massigem Basalt. Der Kreuzberg ist der meistbesuchte Ausflugsberg der bayerischen Rhön (Kloster). Dadurch ist auch das Blockmeer bekannter als Blockmeere auf benachbarten Bergen. Der Blockstrom am Ostabhang nährt sich von an der Kante Hochfläche/Talhang anstehendem Basalt. | 8000 200 × 40                                                                              | Typ: Blockmeer, Gesteinsart Art: Basalt                                                                           | sonstiger Aufschluss           | wertvoll                | Landschaftsschutzgebiet, FFH-Gebiet, Vogelschutzgebiet        |                                 |
| Teufelskeller am Gangolfsberg NW von Oberelsbach              | weitere Bilder | 673R003   | Oberelsbach Position                   | Rhön                         | Felswand mit Anschnitt zweier Basalt-Decken über einer Diskordanz: im Hangenden eine mehr oder weniger horizontal geschichtete Decke, darunter eine Decke bestehend aus steilstehenden Basaltsäulen, die direkt unter der Diskordanz umgebogen sind. Der Teufelskeller ist eine 5 3 1,5 m große natürliche Höhle unter einem gewaltigen Sturzblock am Fuße der Steilwand, wo zahlreiche kleine Blöcke herumliegen. Die frühere Deutung der Entstehung als Gasblase im Magma kann nicht bestätigt werden. | 4000 100 × 40                                                                              | Typ: Vulkanschlot, Basaltsäulen, Felsblock, Kontakt, Gesteinsart Art: Basalt                                      | Hanganriss/Felswand            | wertvoll                | Naturschutzgebiet, Landschaftsschutzgebiet, FFH-Gebiet        |                                 |
| Basaltblockschutt am Eisgraben WSW von Hausen                 |                | 673R004   | Hausen Position                        | Rhön                         | Das Vorkommen befindet sich auf dem Talhang des Eisgrabens hinter einem Haus (Eisgraben-Hütte) und geht talwärts in eine Rutschmasse über. | 6000 60 × 100                                                                              | Typ: Blockmeer Art: Basalt                                                                                        | Hanganriss/Felswand            | wertvoll                | Naturschutzgebiet, Naturdenkmal, Landschaftsschutzgebiet      |                                 |
| Muschelkalk-Schichtstufe NW von Ostheim                       |                | 673R005   | Ostheim vor der Rhön Position          | Nördliche Fränkische Platten | Das Naturschutzgebiet Weyershauk liegt auf einer mit ca. 20° nach Osten einfallenden Schichttafel aus Unterem Muschelkalk (Wellenkalk). Der auf die Höhe führende Weg steigt insbesondere in seiner oberen Hälfte (bis zum Gipfelkreuz) mit den an der Geländekante ausstreichenden und z. T. gut aufgeschlossenen Wellenkalkschichten (v. a. mit einer Konglomeratbank) an. | 240000 300 × 800                                                                           | Typ: Schichtstufe Art: Kalkstein                                                                                  | Hanganriss/Felswand            | wertvoll                | Naturschutzgebiet, Landschaftsschutzgebiet, FFH-Gebiet        |                                 |
| Erdfall NNW von Großbardorf                                   |                | 673R006   | Großbardorf Position                   | Nördliche Fränkische Platten | Das kreisrunde, ca. 10 m tiefe und trichterförmig erweiterte Loch entstand 1989 durch Auslaugungen im Oberen Muschelkalk, ca. 350 m westlich der Untertanningsmühle im Wald. | 4 2 × 2                                                                                    | Typ: Erdfall, Karst-Schachthöhle Art: Tonmergelstein, Gips                                                        | sonstiger Aufschluss           | wertvoll                | kein Schutzgebiet                                             |                                 |
| Teufelsmühle SSE von Holzberg                                 | weitere Bilder | 673R007   | Bischofsheim in der Rhön Position      | Rhön                         | Umgeben von Schluchtwald liegt ein sagenumwobener 3 m tiefer Fall. | 60 20 × 3                                                                                  | Typ: Wasserfall Art: Basalt                                                                                       | Prallhang/Flussbett/Bachprofil | bedeutend               | Naturdenkmal, Landschaftsschutzgebiet, FFH-Gebiet             |                                 |
| Schwarzes Moor WNW von Hausen                                 | weitere Bilder | 673R008   | Hausen Position                        | Rhön                         | Das Schwarze Moor ist eines der größten und besterhaltenen Moore der Rhön. Die Besucher werden auf Holzbohlen durch das Hochmoor geführt. Tafeln verdeutlichen Entstehung und Ökologie des Moores. Ein Aussichtsturm ermöglicht einen Überblick. | 1200000 1500 × 800                                                                         | Typ: Hochmoor, Niedermoor Art: Torf, Basalt                                                                       | kein Aufschluss                | wertvoll                | Naturschutzgebiet, Landschaftsschutzgebiet, FFH-Gebiet        | Bayerns schönste Geotope Nr. 47 |
| Basalt-Blockhalden am Gangolfsberg NW von Oberelsbach         |                | 673R009   | Oberelsbach Position                   | Rhön                         | Die Blockhalde aus jungtertiärem Basalt bedeckt weite Bereiche der Westseite des Gangolfsberges. | 20000 200 × 100                                                                            | Typ: Blockmeer Art: Basalt                                                                                        | Block                          | wertvoll                | Naturschutzgebiet, Landschaftsschutzgebiet, FFH-Gebiet        |                                 |
| Vulkanrest Arnsberg NE von Wildflecken                        |                | 673R010   | Bischofsheim in der Rhön Position      | Rhön                         | Der Gipfelbereich des Arnsberges besteht aus einer morphologisch auffälligen Basaltkuppe, die den umgebenden Unteren Muschelkalk um etwa 50 m überragt. Der zum Gipfel führende Wanderweg zeigt den Unteren Muschelkalk anstehend, während die teilweise bewaldete Kuppe Fundmöglichkeiten für Basalt (teils anstehend, teils als Lesesteine) bietet. | 250000 500 × 500                                                                           | Typ: Vulkanschlot, Felskuppe Art: Basalt, Kalkstein                                                               | Felshang/Felskuppe             | wertvoll                | Landschaftsschutzgebiet                                       |                                 |
| Steinbruch im Höllental bei Schweinfurt                       | weitere Bilder | 662A001   | Schweinfurt Position                   | Östliche Fränkische Platten  | In diesem alten Steinbruch im Höllental ist ein Profil im obersten Muschelkalk im Niveau der oberen Terebratelbank und dem darüber liegenden Ostracodenton aufgeschlossen. Der Aufschluss ist die Typlokalität des Muschelkrebses Euestheria franconica Reible 1962, der namensgebend für die biostratigraphische Euestheria franconica-Zone ist. | Typ: Typlokalität, tierische Fossilien, Schichtfolge Art: Tonstein, Mergelstein, Kalkstein | Steinbruch | besonders wertvoll             | Landschaftsschutzgebiet |                                                               |                                 |
| Ehem. Werksandsteinbruch SW von Kronungen                     |                | 678A001   | Poppenhausen Position                  | Östliche Fränkische Platten  | Von den ehemals aufgeschlossenen Schichten des Unteren Keupers (ein Profil vom Werksandstein bis in den Anoplophorasandstein) sind heute nur noch der Werksandstein und Tonsteine unmittelbar darüber erschlossen. Im Steinbruchareal lagern aber noch große Blöcke von Werksandstein. Ein ehemaliger Abbaustollen wird heute von Fledermäusen als Schlafquartier genutzt. Der Steinbruch ist in Privatbesitz und nicht zugänglich. | 41600 260 × 160                                                                            | Typ: Schichtfolge, Stollen Art: Sandstein                                                                         | Steinbruch                     | bedeutend               | Landschaftsbestandteil                                        |                                 |
| Ehem. Steinbruch NW von Wülfershausen                         |                | 678A003   | Wasserlosen Position                   | Westliche Fränkische Platten | Im Steinbruch ist die Schichtenfolge vom oberen Teil des Mittleren Muschelkalks im Liegenden der Hornsteinbank bis zum tiefen Hauptmuschelkalk bis zum Zeller Tonsteinhorizont erschlossen. Partien des Wulstkalksteins sind oolithisch ausgebildet und ungewöhnlich fossilreich. An der Steinbruchwand ist außerdem ein Einsturztrichter angeschnitten, der auf Auslaugung von unterlagernden Gesteinen zurückzuführen ist. | 10000 200 × 50                                                                             | Typ: Schichtfolge, Tierische Fossilien, Gesteinsart Art: Kalkstein                                                | Steinbruch                     | wertvoll                | kein Schutzgebiet                                             |                                 |
| Werksandsteinbruch WNW von Schleerieth                        | weitere Bilder | 678A004   | Werneck Position                       | Östliche Fränkische Platten  | Aufgeschlossen sind die Schichten vom Werksandstein bis zum Anoplophorahorizont. Bemerkenswert sind die Pflanzenreste aus dem oberen Teil des Werksandsteins, die zu den besterhaltenen Pflanzenfossilien der Trias weltweit gehören. Außerdem sind die Ablagerungsbedingungen vom Werksandstein bis zur Anthrakonitbank ausgezeichnet dokumentiert. | 87500 350 × 250                                                                            | Typ: Schichtfolge, Pflanzliche Fossilien Art: Sandstein                                                           | Steinbruch                     | bedeutend               | kein Schutzgebiet                                             |                                 |
| Ehem. Werksandstein-Bruch E von Egenhausen                    |                | 678A005   | Werneck Position                       | Östliche Fränkische Platten  | In dem aufgelassenen Steinbruchgelände ist noch immer die Schichtenfolge vom Werksandstein bis zur Anthrakonitbank erschlossen. Der Bereich der Albertibank zeigt eine ungewöhnliche, dolomitisch dominierte Abfolge mit deutlicher diagenetischer Überprägung. Am Top der Rinnensandsteine sind u. a. große Schachtelhalm-Fragmente eingebettet. | 20000 250 × 80                                                                             | Typ: Schichtfolge, Gesteinsart Art: Sandstein, Tonstein, Dolomitstein                                             | Steinbruch                     | bedeutend               | kein Schutzgebiet                                             |                                 |
| Ehemaliger Werksandstein-Bruch SE von Egenhausen              |                | 678A006   | Werneck Position                       | Östliche Fränkische Platten  | In dem aufgelassenen Steinbruchgelände ist noch immer die Schichtenfolge vom Werksandstein bis zur Albertibank erschlossen. Der Werksandstein besitzt im Südwestteil des Geländes eine außergewöhnlich hohe Mächtigkeit mit Bänken bis über 5 m Dicke. | 8000 160 × 50                                                                              | Typ: Schichtfolge, Gesteinsart Art: Sandstein, Tonstein, Dolomitstein                                             | Steinbruch                     | bedeutend               | kein Schutzgebiet                                             |                                 |
| Gipsbruch N von Sulzheim                                      | weitere Bilder | 678A010   | Sulzheim Position                      | Sandsteinkeuperregion        | Der Gipsbruch nördlich von Sulzheim ist aufgelassen und dient als Naturschutzfläche. Er liegt am Gipsrundweg. Eine Aussichtsplattform ermöglicht den Einblick. In den Bruchwänden zeigen sich musterhafte Gipskarst-Formen. | 40000 200 × 200                                                                            | Typ: Gesteinsart, Karstschlot, Karstspalte Art: Gips                                                              | Steinbruch                     | wertvoll                | kein Schutzgebiet                                             |                                 |
| Steinbruch Zabelstein-Ausschank NE von Altmannsdorf           | weitere Bilder | 678A011   | Hundelshausen Position                 | Sandsteinkeuperregion        | Der Zabelstein-Ausschank befindet sich im Bereich eines aufgelassenen Steinbruchs im Blasensandstein. Die Abbauwände zeigen teilweise interessante Sedimentstrukturen. | 1000 50 × 20                                                                               | Typ: Sedimentstrukturen, Schichtfolge Art: Sandstein                                                              | Steinbruch                     | wertvoll                | Landschaftsschutzgebiet, FFH-Gebiet, Vogelschutzgebiet        |                                 |
| Mineralquelle E von Untereuerheim                             | weitere Bilder | 678Q001   | Grettstadt Position                    | Östliche Fränkische Platten  | Die ca. 10 l/s schüttende Quelle besitzt einen deutlich rot gefärbten Grund und auch an Pflanzen zeigen sich Eisenhydroxidausfällungen. Neben hohen Eisengehalten ist eine deutliche Kalziumsulfatbetonung im Chemismus erkennbar. Das Quellwasser ist ein Mischwasser aus einem höheren Grundwasserstockwerk mit Tiefenwässern, die an Verwerfungen der Kissingen-Haßfurter Störungszone aus mindestens 100 m Tiefe aufdringen. | 5 5 × 1                                                                                    | Typ: Störungsquelle Art: Kalkstein                                                                                | kein Aufschluss                | wertvoll                | Naturdenkmal                                                  |                                 |
| Gründleinsloch (Blaue Grotte) WNW von Pusselsheim             | weitere Bilder | 678Q002   | Donnersdorf Position                   | Sandsteinkeuperregion        | Am artesischen Quellaustritt kommt es zur Bildung eines Kalktufftrichters, der 1–1,5 m über dem umgebenden Gelände liegt. | 36 18 × 2                                                                                  | Typ: Verengungsquelle, Sinterbildung Art: Kalkstein, Kalktuff                                                     | kein Aufschluss                | wertvoll                | Naturdenkmal                                                  |                                 |
| Gipskarstquelle S von Falkenstein                             | weitere Bilder | 678Q003   | Donnersdorf Position                   | Sandsteinkeuperregion        | Quellen im Grundgips sind meist an den Ausbiss der Gipsschichten gebunden. Die Förderung erfolgt über Karstwege in den Gips führenden Schichten. | 20 5 × 4                                                                                   | Typ: Schichtquelle, Gesteinsart Art: Gips, Tonstein, Mergelstein                                                  | Hanganriss/Felswand            | bedeutend               | Naturdenkmal, Naturpark                                       |                                 |
| Doline WNW von Wiebelsberg                                    | weitere Bilder | 678R002   | Oberschwarzach Position                | Sandsteinkeuperregion        | Die Subrosionserscheinung im Gipskeuper ist etwa 70 × 50 Meter groß und ca. 5 Metern tief. Sie führt kein Wasser. | 5400 90 × 60                                                                               | Typ: Doline Art: Gips, Tonstein, Mergelstein                                                                      | kein Aufschluss                | bedeutend               | kein Schutzgebiet                                             |                                 |
| Schwanensee NW von Alitzheim                                  | weitere Bilder | 678R003   | Sulzheim Position                      | Östliche Fränkische Platten  | Der Schwanensee liegt in einer flachen Subrosionssenke der Myophorienschichten (Gipskeuper). Es sind keine geologischen Schichten aufgeschlossen. Der See und seine Umgebung sind als Biotop schützenswert. | 150000 500 × 300                                                                           | Typ: Subrosionssenke Art: Gips                                                                                    | kein Aufschluss                | wertvoll                | Naturdenkmal, FFH-Gebiet, Vogelschutzgebiet                   |                                 |
| Eichelmannsee SE von Gerolzhofen                              | weitere Bilder | 678R004   | Gerolzhofen Position                   | Sandsteinkeuperregion        | Der verlandende Eichelmansee liegt am Rande der Grundgips-Schichtstufe. Seine Entstehung ist wohl auf Subrosionserscheinungen zurückzuführen. | 8000 100 × 80                                                                              | Typ: Doline, Schichtstufe Art: Gips                                                                               | kein Aufschluss                | wertvoll                | Naturdenkmal, Landschaftsschutzgebiet, FFH-Gebiet             |                                 |
| Sulzheimer Gipshügel                                          | weitere Bilder | 678R005   | Sulzheim Position                      | Sandsteinkeuperregion        | Die Sulzheimer Gipshügel haben als Standort für seltene Florengemeinschaften (v. a. postglaziale Steppenvegetation) große ökologische Bedeutung. In dem Areal mit unruhigem, durch Gipslaugung bzw. Subrosion entstandenen Relief finden sich Erdfälle und Dolinen sowie pilzförmige Härtlinge aus Gipsstein und Grottschichten. | 80000 400 × 200                                                                            | Typ: Subrosionslandschaft, Doline, Erdfall, Schichtstufe Art: Gips                                                | Hanganriss/Felswand            | wertvoll                | Naturschutzgebiet, Landschaftsschutzgebiet                    | Bayerns schönste Geotope Nr. 87 |
| Wagnersee S von Pusselsheim                                   | weitere Bilder | 678R006   | Donnersdorf Position                   | Östliche Fränkische Platten  | Die flache und nahezu kreisrunde Senke ist wassergefüllt. Ihre Lage an der Geländestufe des Grundgipses deutet auf eine Genese im Gefolge einer Dolinenbildung. Mittlerweile stark zugewachsen. Keine Zuwegung zum Objekt. Keine Aufschlüsse vorhanden, jedoch sehr schönes Biotop. | 4800 80 × 60                                                                               | Typ: Doline Art: Gips, Tonstein, Mergelstein                                                                      | kein Aufschluss                | bedeutend               | Naturdenkmal                                                  |                                 |
| Dolinen im Mahlholz SE von Gerolzhofen                        | weitere Bilder | 678R007   | Gerolzhofen Position                   | Sandsteinkeuperregion        | Im Waldgebiet Mahlholz sind mehrere Dolinenfelder zu finden. Im westlichen Areal liegen vier Dolinen nebeneinander. Eine dieser bewachsenen Dolinen weist einen Wasserzufluss auf. | 10000 100 × 100                                                                            | Typ: Dolinenfeld, Ponor Art: Gips                                                                                 | kein Aufschluss                | wertvoll                | Naturschutzgebiet, Landschaftsschutzgebiet, FFH-Gebiet        |                                 |
| Ponordoline Hollergrube NNW von Sulzheim                      | weitere Bilder | 678R008   | Sulzheim Position                      | Sandsteinkeuperregion        | In einem Waldstück in der Nähe des aufgelassenen Gipsbruches nördlich von Sulzheim befindet sich in einer Senke die Ponordoline Hollergrube. Das zu ihr führende, meist trockene Bachbett bezeugt eindrucksvoll die großen Wassermengen, die hier abgeführt werden. | 500 50 × 10                                                                                | Typ: Ponor, Doline Art: Gips                                                                                      | Doline/Erdfall                 | wertvoll                | FFH-Gebiet, Vogelschutzgebiet                                 |                                 |
| Auenlandschaft NW von Hirschfeld                              |                | 678R009   | Röthlein Position                      | Östliche Fränkische Platten  | Durch immer wiederkehrende Hochwasserereignisse wurde diese Auenlandschaft mit der typischen Auenvegetation gebildet. Es sind Terrassenkanten und der ehemalige mäandrierende Flussverlauf des Mains erkennbar. Der Unkenbach verläuft in einer ehemaligen Fluss-Schlinge des Mains. Durch die Hochwasserereignisse wurden die Mäander durchbrochen und es bildeten sich natürliche Stillgewässer, wie nordwestlich von Hirschfeld. | 150000 1500 × 100                                                                          | Typ: Terrasse, Mäander Art: Schluff, Sand, Kies                                                                   | kein Aufschluss                | wertvoll                | FFH-Gebiet, Vogelschutzgebiet                                 |                                 |
| Flugsanddüne im Tännig E von Grafenrheinfeld                  | weitere Bilder | 678R010   | Grafenrheinfeld Position               | Östliche Fränkische Platten  | Im Tännig östlich von Grafenrheinfeld befindet sich in einem ausgedehnten ehemaligen Abbaugebiet von pleistozänem Flugsand ein kleines Dünenfeld. Westwinde lagerten in den Kaltzeiten der letzten 2,6 Millionen Jahre den Sand an windgeschützten Stellen ab. Die markanteste Düne ist durch einen unmittelbar vorbeiführenden Wanderweg (Auenwaldweg) erschlossen. Es existieren zwei größere Aufschlüsse von Sand. Die Düne nebst Umgebung steht als geschützter Landschaftsbestandteil unter besonderem Schutz. | 8000 200 × 40                                                                              | Typ: Dünenfeld Art: Sand                                                                                          | sonstiger Aufschluss           | wertvoll                | Landschaftsbestandteil, Vogelschutzgebiet                     |                                 |
| Straßenprofile Am Stein, Löwe am Stein bei Würzburg           |                | 663A001   | Würzburg Position                      | Westliche Fränkische Platten | In dem Straßenprofil sind ein Horst und mehrere antithetische Abschiebungen hervorragend aufgeschlossen. Die Versatzbeträge und Schleppungen können anhand von Leithorizonten (z. B. 2. Schaumkalkbank) gut erkannt werden. Der Aufschluss liegt an einer vierspurigen Bundesstraße und ist nicht zugänglich, kann aber vom Gehweg auf der gegenüber liegenden Straßenseite aus gut eingesehen werden. | 600 600 × 1                                                                                | Typ: Störung, Schichtfolge Art: Kalkstein                                                                         | Böschung                       | wertvoll                | kein Schutzgebiet                                             |                                 |
| Felswand am Maschikuliturm in Würzburg                        | weitere Bilder | 663R001   | Würzburg Position                      | Westliche Fränkische Platten | Aufgeschlossen ist ein Teil des Unteren Muschelkalkes (mu 3, Oberer Wellenkalk). Die erste Schaumkalkbank zeigt im Aufschlussbereich auffällige Mächtigkeitsschwankungen und keilt stellenweise aus. Die zweite Schaumkalkbank ist in normaler Mächtigkeit ausgebildet und tritt als Gesims hervor. Besonders gut sind bei beiden Bänken die erosiven Unterkanten zu sehen. | 3500 350 × 10                                                                              | Typ: Schichtstufe, Felswand/-hang, Gesteinsart Art: Kalkstein                                                     | Hanganriss/Felswand            | wertvoll                | Naturdenkmal                                                  |                                 |
| Kalksinter am Main zwischen Kloster Oberzell und Zellerau     |                | 663R002   | Würzburg Position                      | Westliche Fränkische Platten | Entlang des Radweges Würzburg/Zellerau nach Kloster Oberzell ist ein für die Gegend typischer Wellenkalk-Prallhang des Mains aufgeschlossen. Durch das ständige Austreten von Quellwasser im oberen Bereich kam es zu Kalksinterausscheidungen. | 2000 200 × 10                                                                              | Typ: Sinterbildung Art: Kalkstein                                                                                 | Hanganriss/Felswand            | bedeutend               | Naturdenkmal                                                  |                                 |
| Lützelbruch WNW von Lindelbach                                |                | 679A002   | Randersacker Position                  | Östliche Fränkische Platten  | Das Steinbruchgelände erschließt die obersten Partien des Oberen Muschelkalks und die untersten Schichten des Unteren Keupers. Abgebaut wurde der Quaderkalk, dessen Abbau durch Reste der Abbauanlagen und zeitweilige Demonstrationen dokumentiert wird. Besonders gut ist die namengebende rechtwinklig stehende Klüftung an der Steinbruchsohle zu sehen. Im Ost-Teil des Steinbruchs durchschlägt eine Störung die Schichten. | 15000 150 × 100                                                                            | Typ: Sedimentstrukturen, Schichtfolge Art: Kalkstein                                                              | Steinbruch                     | besonders wertvoll      | Naturdenkmal                                                  |                                 |
| Ehem. Muschelkalkbruch Höchheimer Höhe ENE von Greußenheim    |                | 679A004   | Greußenheim Position                   | Westliche Fränkische Platten | Der Steinbruch zeigt die Schichtenfolge von der Wellenkalkfolge 7 bis zur 3. Schaumkalkbank. Die Wellenkalkfolge 7 zeigt Rutschungserscheinungen (einschließlich Sigmoidalklüftung), die in semikonsolidierten Sedimenten gebildet wurden. Im Nordteil ist eine Störung lokalisiert, deren Versatz an der 1. Schaumkalkbank quantifiziert werden kann. | 1200 40 × 30                                                                               | Typ: Schichtfolge, Gesteinsart, Sedimentstrukturen, Störung Art: Kalkstein                                        | Steinbruch                     | wertvoll                | Landschaftsbestandteil                                        |                                 |
| Ehem. Gipsbruch NE von Bergtheim                              |                | 679A005   | Bergtheim Position                     | Östliche Fränkische Platten  | Anstehend sind die Grundgipsschichten der Myophorienschichten in Form von geschichtetem, teilweise gelaugtem, weißem Gips, in den dünne Ton- und Mergelsteine zwischengeschaltet sind. In den weitgehend verwachsenen Abbauen sind nur noch geringe Anteile der ehemaligen Steinbruchwände aufgeschlossen. Erkennbar sind Karsterscheinungen mit einer Höhle. | 1000 50 × 20                                                                               | Typ: Gesteinsart Art: Gips                                                                                        | Steinbruch                     | bedeutend               | Landschaftsbestandteil                                        |                                 |
| Ehem. Quaderkalkbrüche Gieshügel NE von Randersacker          |                | 679A006   | Randersacker Position                  | Östliche Fränkische Platten  | In mehreren benachbarten, heute stark verstürzten und verwachsenen Steinbrüchen sind die obersten Schichten des Oberen Muschelkalks und die untersten Schichten des Unteren Keupers aufgeschlossen. Abgebaut wurde der Quaderkalk. Das Gelände ist Eigentum der Universität Würzburg und wird vor allem aus ökologischen Gründen als Freiland-Lehrgebiet genutzt. Es ist mit einem Elektrozaun umgeben und nicht zugänglich. | 300000 1500 × 200                                                                          | Typ: Schichtfolge, Gesteinsart Art: Kalkstein                                                                     | Steinbruch                     | bedeutend               | Naturschutzgebiet, FFH-Gebiet                                 |                                 |
| Ehemaliger Sandsteinbruch W von Höchberg                      | weitere Bilder | 679A007   | Höchberg Position                      | Westliche Fränkische Platten | In dem seit langem aufgelassenen Steinbruch sind mit den Roten und Grünen Tonen und dem unterlagernden Werksandstein die Schichten des Unteren Keupers (sogenannter Lettenkeuper) aufgeschlossen. Die Wände zeigen ein typisches Inventar fluviatiler Sedimentation mit Rinnenkörpern und Überflutungsschichten. Auf den Schichtflächen sind Spurenfossilien zu erkennen. Die Abbauwände zeigen deutliche Bearbeitungsspuren. | 10000 200 × 50                                                                             | Typ: Gesteinsart, Schichtfolge, Pflanzliche Fossilien, Tierische Fossilien, Sedimentstrukturen Art: Sandstein     | Steinbruch                     | wertvoll                | Naturdenkmal, FFH-Gebiet                                      | Bayerns schönste Geotope Nr. 86 |
| Kaisersteinbruch WSW von Gaubüttelbrunn                       |                | 679A009   | Kirchheim Position                     | Östliche Fränkische Platten  | Der aufgelassene Steinbruch der Firma Kaisersteinbruch GmbH liegt im Bereich des Quaderkalks, der ehemals im Niveau des Oberen Hauptquaderhorizonts abgebaut wurde. Nur der abbauwürdige Horizont ist an den ehemaligen Steinbruchwänden noch einzusehen, aber die rechtwinklige Klüftung ist auf der Abbausohle im zentralen Bereich gut erkennbar. Anlässlich eines europäischen Symposiums von Steinbildhauern wurden künstlerische Skulpturen aufgestellt, von denen heute noch zwölf im Steinbruch zu sehen sind. | 45000 300 × 150                                                                            | Typ: Schichtfolge, Gesteinsart Art: Kalkstein                                                                     | Steinbruch                     | wertvoll                | kein Schutzgebiet                                             |                                 |
| Steinbruch an der Straße Thüngersheim-Güntersleben            | weitere Bilder | 679A010   | Thüngersheim Position                  | Westliche Fränkische Platten | Der kleine ehemalige Muschelkalk-Steinbruch erschließt die Schichtenfolge des Unteren Muschelkalks vom Liegenden der 2. Schaumkalkbank bis zu den Orbicularis-Schichten. An der ehemaligen Abbauwand ist die ablagerungsgeschichtliche Entwicklung von der Wellenkalkfolge 7 mit deutlichen Rutschungen über diagenetische Überprägung unterhalb der 2. Schaumkalkbank bis zum Top der 2. Schaumkalkbank abzulesen. | 1200 60 × 20                                                                               | Typ: Gesteinsart, Schichtfolge Art: Kalkstein                                                                     | Steinbruch                     | bedeutend               | kein Schutzgebiet                                             |                                 |
| Muschelkalkprofil an der Höhfeldplatte SE von Thüngersheim    | weitere Bilder | 679A011   | Thüngersheim Position                  | Westliche Fränkische Platten | Am Rand des Naturschutzgebiets Höhfeldplatte ist die Schichtenfolge von der Spiriferinabank bis zum unteren Teil des Mittleren Muschelkalks aufgeschlossen. Der stratigraphisch tiefere Bereich ist an der Hangkante als künstlich erweiterter Hangriss erschlossen, der höhere Bereich auf einem Fußweg entlang der Oberkante eines angrenzenden Steinbruchs. Wertvoll sind die Aufschlüsse der Schaumkalkbank, die Basis des Mittleren Muschelkalks und die fossilen Orbicularis-Schichten. | 4000 200 × 20                                                                              | Typ: Schichtfolge, Gesteinsart, Fossiler Boden Art: Kalkstein                                                     | Felshang/Felskuppe             | wertvoll                | Naturschutzgebiet, FFH-Gebiet                                 |                                 |
| Quaderkalkbruch NW von Kleinochsenfurt                        |                | 679A012   | Ochsenfurt Position                    | Östliche Fränkische Platten  | Der Steinbruch erschließt die Quaderkalkfazies des Obersten Muschelkalks. Er wurde in den 1940er Jahren für den Bau der benachbarten Main-Staustufe angelegt. Durch regelmäßige Beweidung wird das Zuwachsen verhindert. Der Bruch liegt in einem Naturschutzgebiet. | 25000 250 × 100                                                                            | Typ: Gesteinsart, Schichtfolge, Sedimentstrukturen, Schlucht Art: Kalkstein                                       | Steinbruch                     | wertvoll                | Naturschutzgebiet, FFH-Gebiet                                 | Bayerns schönste Geotope Nr. 83 |
| Karstquelle im Norbertusheim-Stollen bei Oberzell             |                | 679Q001   | Zeil am Main Position                  | Westliche Fränkische Platten | Am Ende des Norbertusheim-Stollens bei Zell tritt aus dem oberen Bereich der Orbicularis-Schichten eine stark schüttende Quelle aus einer verkarsteten Störung mit nur geringem Versatz aus. Das austretende Wasser, wie auch das von mehr als 25 anderen Quellen im Stollen, wird zur Wasserversorgung der Stadt Würzburg genutzt und im nahen, denkmalgeschützten Wasserwerk aufbereitet. | 6 3 × 2                                                                                    | Typ: Störungsquelle Art: Kalkstein                                                                                | Tunnel/Stollen/Schacht         | wertvoll                | kein Schutzgebiet                                             |                                 |
| Felshänge am Hirschberg ENE von Erlabrunn                     | weitere Bilder | 679R003   | Thüngersheim Position                  | Westliche Fränkische Platten | An den Hängen des Hirschbergs südlich von Thüngersheim streichen die Schichten des obersten Unteren Muschelkalks aus. Aufgeschlossen sind unter anderem die drei Schaumkalkbänke im steilsten Hangabschnitt, während die weniger verwitterungsresistenten Orbicularis-Schichten eine Hangverflachung veranlassen. Typisch für diesen Teil Mainfrankens ist die Verbreitung der Weinberge am Hang, die den Bereich des steilen Schaumkalkbank-Niveaus aussparen. | 8000 200 × 40                                                                              | Typ: Felswand/-hang, Gesteinsart, Schichtfolge Art: Kalkstein                                                     | Hanganriss/Felswand            | wertvoll                | Naturdenkmal                                                  |                                 |
| Muschelkalkhang Talberg NNW von Veitshöchheim                 |                | 679R004   | Thüngersheim Position                  | Westliche Fränkische Platten | An den steilen Hängen des Talbergs streichen die Schichten des Unteren Muschelkalks im stratigraphischen Bereich der Schaumkalkbänke aus. Die Schichten zeigen bemerkenswerte Rutschungserscheinungen, die teilweise zu einem brekziösen Habitus der Wellenkalk-Pakete führten. In zwei Naturschutzgebieten an den Hängen ist eine für dieses Substrat charakteristische Vegetation entwickelt. | 6750 150 × 45                                                                              | Typ: Felswand/-hang, Gesteinsart, Schichtfolge, Sedimentstrukturen Art: Kalkstein                                 | Hanganriss/Felswand            | wertvoll                | Landschaftsschutzgebiet                                       |                                 |